# Dettelbach

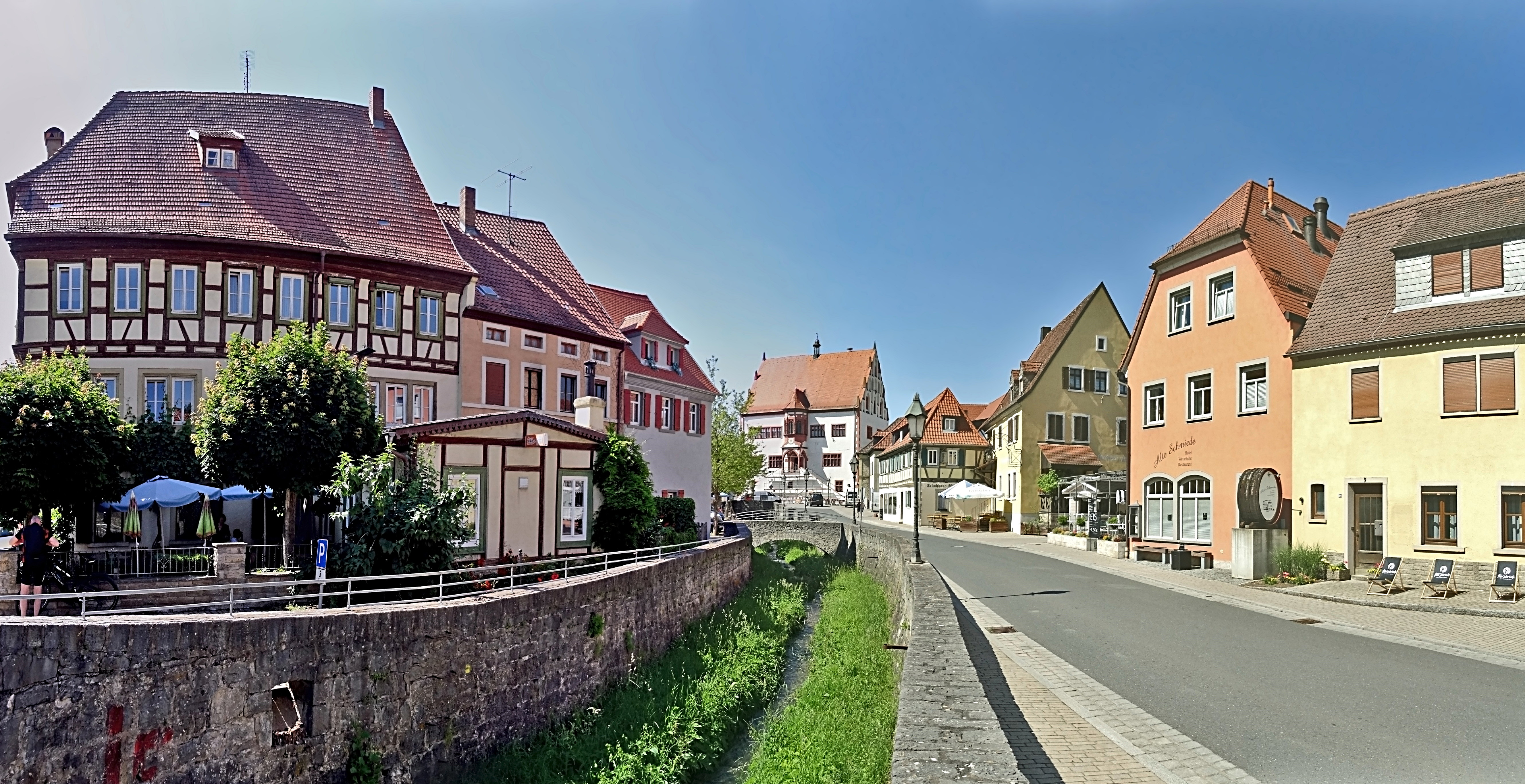
Ortsansicht Am Bach

Dettelbach ist eine Stadt im unterfränkischen Landkreis Kitzingen.

## Geografie

### Geografische Lage
Die Gemeinde Dettelbach liegt im Nordwesten des Landkreises Kitzingen im bayerischen Regierungsbezirk Unterfranken. Begrenzt wird das Gebiet im Osten und Süden durch den Main (nur unterbrochen von einem Abschnitt im Südosten), die westlichen Gemeindeteile grenzen an das Gebiet des Landkreises Würzburg. Das gesamte Gemeindegebiet ist auf der rechten Mainseite verortet, lediglich die Gemarkung von Mainsondheim ragt über den Fluss.
Im Norden schließt sich das Gebiet der Gemeinde Prosselsheim im Landkreis Würzburg an Dettelbach an. Die Gemarkungen des Hauptortes und des Gemeindeteils Seligenstadt stoßen direkt an das Gemeindegebiet. Weiter im Nordosten beginnt der Landkreis Kitzingen mit dem Volkacher Stadtteil Köhler, sowie den Gemeinden Nordheim am Main und Sommerach auf der sogenannten Weininsel. Südöstlich erhebt sich Schwarzach am Main-Schwarzenau, mit dem sich Dettelbach die gleiche Mainseite teilt. Schwarzach am Main-Hörblach liegt bereits auf der linken (östlichen) Mainseite. Hier grenzt das Gemeindegebiet auch an das der Großen Kreisstadt Kitzingen, der Klosterforst liegt Dettelbach am nächsten. Ganz im Süden schließen sich die Gebiete von Albertshofen und Mainstockheim an. Den südwestlichen Abschluss des Landkreises Kitzingen bildet Biebelried. Es folgen die Würzburger Gemeinden (im Uhrzeigersinn) Rottendorf, mit Rottendorf-Rothof und Kürnach.
Die nächstgrößere Stadt ist das vom Rathaus der Gemeinde etwa 7 Kilometer entfernte Kitzingen südlich von Dettelbach. Die Stadt Volkach ist über 8 Kilometer entfernt. Nächste Großstadt ist das ungefähr 17 Kilometer entfernte Würzburg.
Mit einer Fläche von 6094 Hektar bildet Dettelbach die zweitgrößte Gemeinde im Landkreis, lediglich das weiter östlich gelegene Iphofen hat eine größere Fläche. Mit etwa 7200 Einwohnern steht Dettelbach dagegen auf der dritten Stelle innerhalb der Gemeinden im Landkreis nach den beiden Mittelzentren Volkach und Kitzingen. Die Bevölkerungsdichte von 120 Einwohnern je km² macht aber die ländliche Struktur der Gemeinde deutlich. Das Zentrum, der Hauptort Dettelbach, ganz im Südosten weist eine wesentlich höhere Bevölkerungsdichte auf.

### Geologie, Hydrologie, Böden

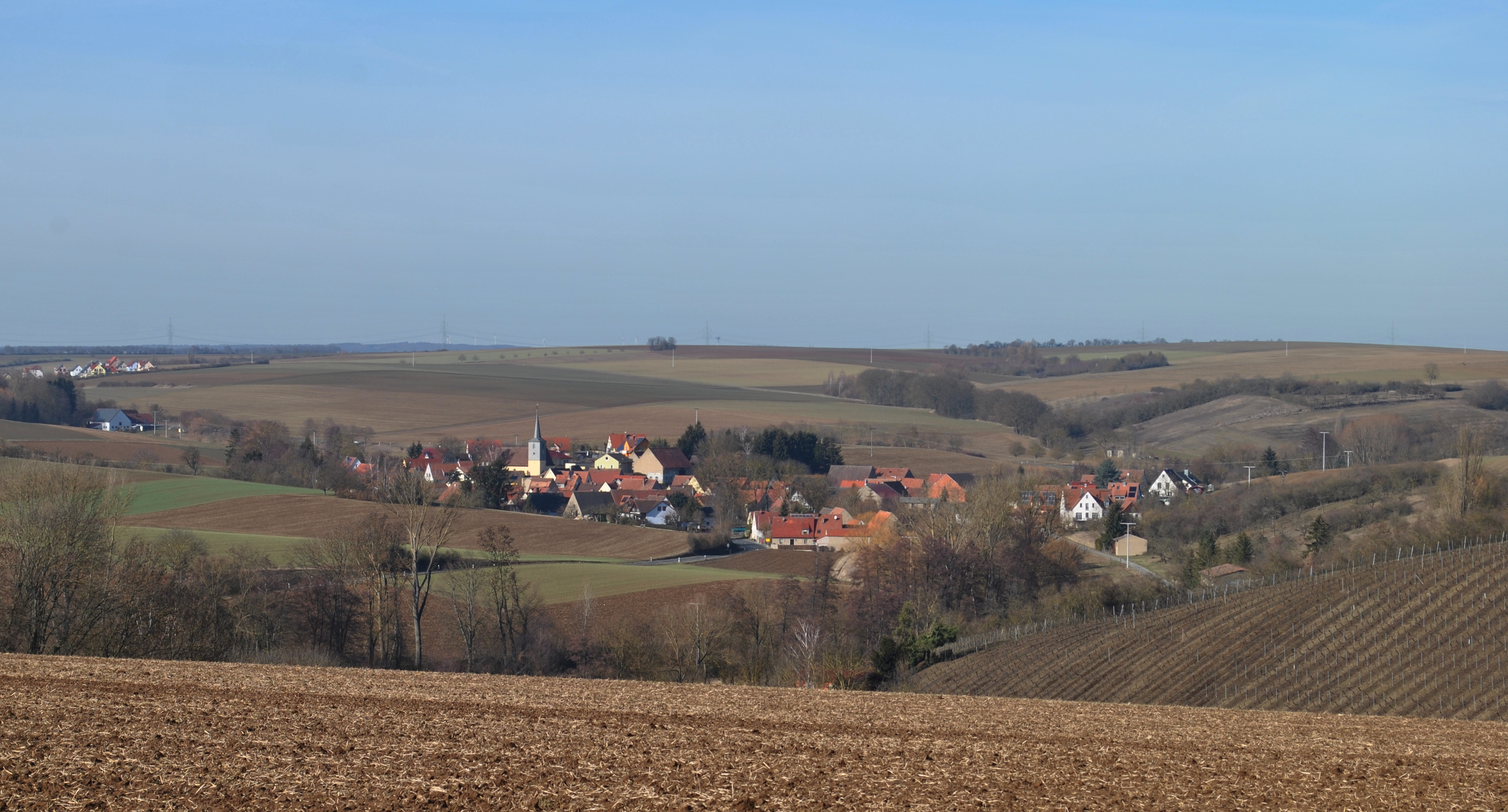
Brück ist Teil der Gäufläche im nördlichen Maindreieck, die von Ackerbauflächen geprägt wird

Die meisten Gemeindeteile von Dettelbach liegen in einem gemeinsamen Naturraum. Die sogenannten Inneren Gäuhochflächen im Maindreieck sind Teil der Gäuflächen im Maindreieck (auch Gäuplatten im Maindreieck) innerhalb der Mainfränkischen Platten. Allerdings differenziert sich dieser Naturraum innerhalb der Gemeinde weiter aus. Die nördlichen Ortsteile um Schernau liegen in der Gäufläche im nördlichen Maindreieck, das kaum von Bachtälern durchschnitten wird. Im Süden präsentiert sich die Landschaft wesentlich hügeliger, weil die kleinen Flüsse in den Hochflächen im südlichen Maindreieck wesentlich tiefere Klingentäler ausbilden konnten. Der Hauptort Dettelbach liegt auf der Grenze beider Naturräume.
Das südliche Areal ist geprägt von hartem Muschelkalkuntergrund unter weicherem Lettenkeuper mit Lösslehmdecken. Diese Zusammensetzung ermöglichte erst die tiefen Einschnitte der Bachtäler. Auf dieser Mischung entwickelten sich Parabraunerden. Härter ist der Boden in den nördlichen Gebieten. Die Lehm- und Lösslehmböden sind aufgrund der trockenen, klimatischen Bedingungen kaum ausgewaschen und mit feinen Sandkörnern durchsetzt. Lediglich kleinen Anteil hat die Gemeinde Dettelbach an folgenden Naturräumen (im Uhrzeigersinn): Volkacher Mainschleife, Schwarzacher Talweitung und Kitzinger Maintal im Mittleren Maintal (von Nordosten bis Südwesten). Die Weinbauflächen der Gemeinde liegen zu größten Teilen in Richtung des Maintales.
Hydrologisch wird die Gemeinde vom Main dominiert, der allerdings lediglich im Süden vollständig auf dem Gebiet von Dettelbach liegt. Der Fluss bildet stattdessen im Osten und Südosten die Grenze zu den angrenzenden Kommunen des Landkreises Kitzingen. Mehrere kleine Flüsse streben dem Main zu, wobei das Gebiet die Wasserscheide zwischen dem Volkacher Mainbereich und dem Würzburger Abschnitt bildet. Historisch besonders bedeutsam ist der Dettel-Bach (auch Altbach), der dem Hauptort auch den Namen gab. Die Dettel wird  (von Norden nach Süden) von folgenden, benannten Bächen gespeist: Güßgraben, Sulzhofer Graben, Dietrichsgraben (auch Gereutgraben), Schernauer Bach, Gembachsgraben und Bibergauer Mühlbach. Die Landleite ganz im Osten des Gemeindegebiets fließt in Richtung des Würzburger Mains ab. Der Main wird seit dem 20. Jahrhundert auch zur Kies- und Sandgewinnung genutzt. So entstand südöstlich des Hauptortes der sogenannte Kleidersee als Baggersee.

### Klima
Dettelbach liegt in der Maingauklimazone, die zu den trockensten und wärmsten Zonen Deutschlands zählt. Dies ist auch ein Grund für den Weinanbau in der Region. Die Sommermonate sind relativ trocken, sodass die kleineren Bäche, die dem Main zustreben weitgehend austrocknen. Klimaerhebungen für Dettelbach werden in der Wetterwarte in Würzburg durchgeführt.
Die Klimaklassifikation von Köppen rechnet die Gemeinde zur Cfb-Kategorie. (Klimazone C: warm-gemäßigtes Klima, Klimatyp: f: feucht-gemäßigtes Klima, Untertyp b: warme Sommer). Zwischen dem trockensten Monat Februar und dem niederschlagsreichsten Monat Juni liegt eine Differenz von 21 mm. Um im Durchschnitt 18,5 °C ist der Juli (wärmster Monat im Jahr) wärmer als der Januar (kältester Monat im Jahr).
|                        | Jan  | Feb  | Mär | Apr  | Mai  | Jun  | Jul  | Aug  | Sep  | Okt  | Nov | Dez  |   |      |
| Mittl. Temperatur (°C) | 1    | 1,6  | 5,2 | 9,9  | 14,1 | 17,6 | 19,4 | 19,1 | 14,9 | 10,3 | 5,4 | 2,1  | ⌀ | 10,1 |
| Mittl. Tagesmax. (°C)  | 3,5  | 5    | 9,5 | 14,7 | 18,6 | 21,9 | 23,8 | 23,5 | 19,3 | 14,1 | 8,1 | 4,4  | ⌀ | 13,9 |
| Mittl. Tagesmin. (°C)  | −1,5 | −1,5 | 1   | 4,7  | 9,2  | 12,5 | 14,6 | 14,4 | 10,7 | 6,9  | 2,9 | −0,1 | ⌀ | 6,2  |
|                        |      |      |     |      |      |      |      |      |      |      |     |      |   |      |
| Niederschlag (mm)      | 65   | 54   | 63  | 53   | 74   | 69   | 73   | 62   | 62   | 63   | 68  | 74   | Σ | 780  |

| −1,5 |

| −1,5 |

| 1 |

| 4,7 |

| 9,2 |

| 12,5 |

| 14,6 |

| 14,4 |

| 10,7 |

| 6,9 |

| 2,9 |

| −0,1 |

| −1,5 |

| −1,5 |

| 1 |

| 4,7 |

| 9,2 |

| 12,5 |

| 14,6 |

| 14,4 |

| 10,7 |

| 6,9 |

| 2,9 |

| −0,1 |

### Flächennutzung
| Nutzung           | Hektar |
| ----------------- | ------ |
| Siedlungsfläche   | 471    |
| Verkehrsfläche    | 393    |
| Vegetationsfläche | 5104   |
| Wasserfläche      | 126    |
| Gesamtfläche      | 6094   |

Die Gemeinde Dettelbach nimmt eine Fläche von insgesamt 6094 Hektar ein. Den weitaus größten Anteil an dieser Fläche nimmt mit 5104 Hektar die Vegetation ein. Davon entfallen 4637 Hektar (76,1 % der Gesamtfläche) auf landwirtschaftlich genutzte Flächen, wobei hier vor allem die Ackerbauflächen und wenige Weinbauareale genannt werden können. Wald im Osten und äußersten Westen des Gemeindegebiets hat eine Fläche von lediglich 188 Hektar.
Zweitgrößte Teilfläche bildet die Siedlungsfläche mit 471 Hektar und damit 7,7 % der Gesamtfläche. Immerhin 127 Hektar davon ist Wohnbaufläche. Industrie- und Gewerbeflächen sind insbesondere im Dettelbacher Gewerbegebiet Dettelbach-Ost und im Mainfrankenpark zu finden. Die Gemeindeteile besitzen nur kleine oder gar keine Gewerbeflächen. Aus dieser dezentralen Verteilung ist der relativ große Anteil solcher Flächen von 121 Hektar (2,0 % der Gesamtfläche) erklärbar. Die Verkehrsflächen, sowohl die Bahn- als auch die Automobiltrassen, fallen mit 393 Hektar zu Buche.
Mit dem Main und einigen kleineren Gewässern liegen 126 ha Gewässerflächen um den Ort. Damit besitzt Dettelbach etwa genauso viel Wasserfläche wie das weiter östlich gelegene Schwarzach am Main, das mit 2111 Hektar lediglich ein Drittel der Gesamtfläche der Gemeinde einnimmt. Die landwirtschaftlich genutzte Fläche nimmt seit dem Jahr 2003 ab. Waren 2003 noch 4291 Hektar landwirtschaftlich genutzt, wurden 2016 nur noch 4051 Hektar Fläche bebaut.

### Schutzgebiete

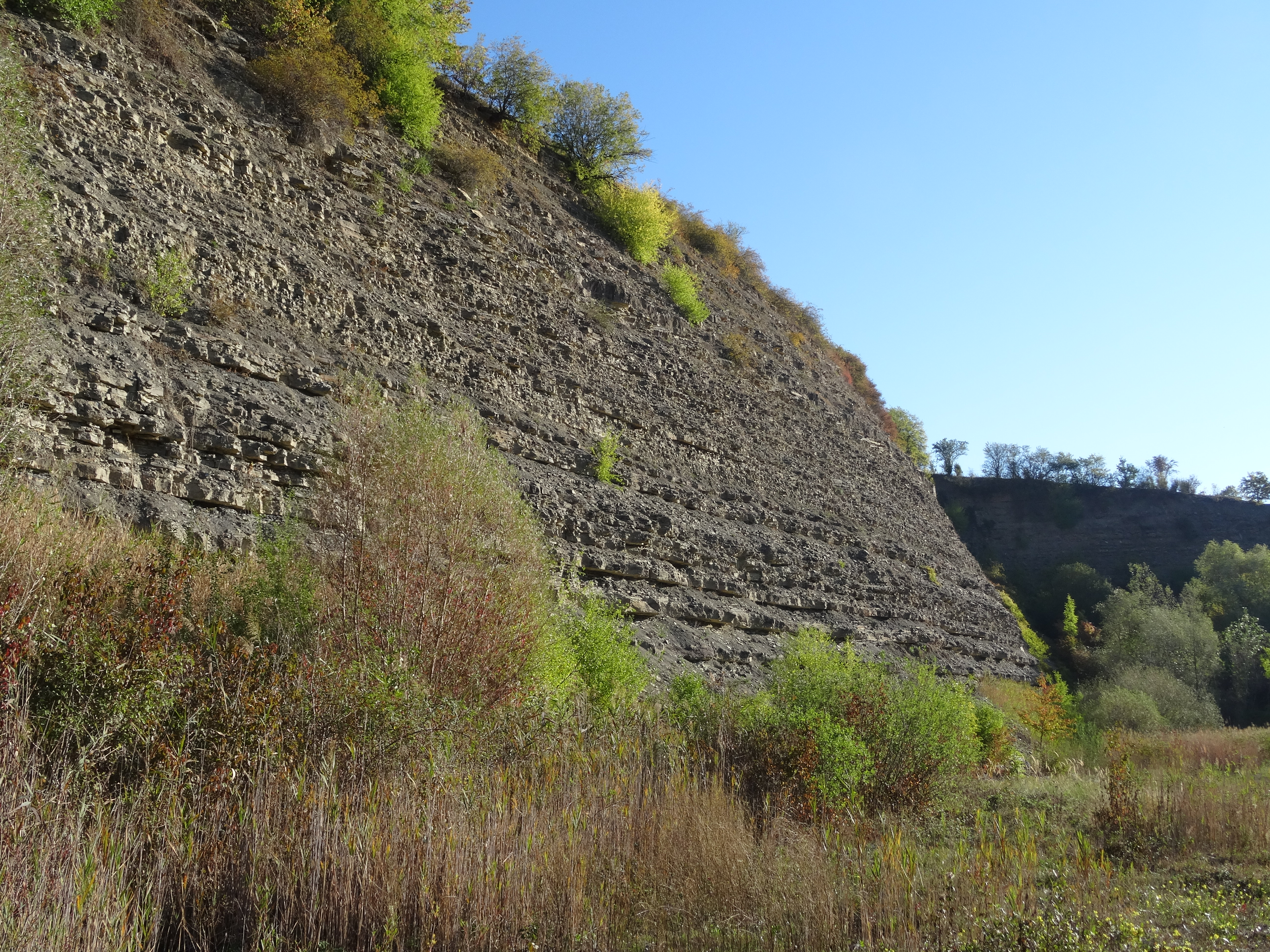
Der Muschelkalksteinbruch im Südwesten des Hauptortes

Die Gemeinde besitzt nicht so viele Schutzgebiete des Naturschutzes wie die, insbesondere im Osten, angrenzenden Gebietskörperschaften. Die Gäuflächen im Maindreieck sind seit Jahrtausenden in menschlicher Nutzung und präsentieren sich heute als nahezu durchgehende Ackerbaufläche mit wenigen naturnahen Arealen. So wurden die Biotopflächen Dettelbachs zumeist auch entlang der kleineren Bäche ausgewiesen. Ebenso finden sich eingetragene Biotope nahe der Bahnstrecke, die vor allem die Effeldorfer Gemarkung prägt. Nahe Effeldorf ist mit dem Eichen-Hainbuchenwald „Köpflein“ auch die größte Biotopfläche zu finden.
Das Fauna-Flora-Habitat Mainaue zwischen Grafenrheinfeld und Kitzingen hat Anteil an der Neuseser Gemarkung. Allerdings wurde die ursprüngliche Auelandschaft südlich des Hauptortes Dettelbach durch die Kanalisierung des Flusses weitgehend zerstört. Neuses ist auch heute noch die einzige Gemarkung, in der einige Abschnitte des Landschaftsschutzgebietes Volkacher Mainschleife liegen. Mit der Mainaue zwischen Sommerach und Köhler ist hier auch das einzige Naturschutzgebiet der Gemeinde zu finden. → siehe auch: Mainaue zwischen Sommerach und Köhler
Innerhalb der Gemeinde liegen stattdessen zwei größere Vogelschutzgebiete, die Teil eines größeren Schutzkomplexes sind. Die östlichen Gemarkungen sind Teil des Schutzgebietes Ochsenfurter und Uffenheimer Gau und Gäulandschaft nordöstlich Würzburg. Entlang des Maines zieht sich der Schutzkomplex Maintal zwischen Schweinfurt und Dettelbach. Die Kanalisierung in den 1950er Jahren führte auch hier zu großen Kulturlandschaftsverlusten. → siehe auch: Maintal zwischen Schweinfurt und Dettelbach
Besondere Einblicke in die Bodenbeschaffenheit der Landschaft um Dettelbach gewährt der Steinbruch südsüdwestlich der Stadt. Er ist ein eingetragenes Geotop. Daneben existieren Naturdenkmäler, natürliche Objekte, die eine besondere Bedeutung für die menschliche Kultur und Geschichte besitzen. In Dettelbach hat sich noch die alte Hecke erhalten, die zwischen Wallfahrtskirche und Stadt vermittelte, in Effeldorf stehen dagegen drei alte Linden. Euerfeld besitzt zwei landschaftsprägende Baumgruppen, während in Mainsondheim eine einzelne Linde zu finden ist. Der Westhang des Maintals bei Neuses mit seinem Baumbestand ist ebenso Naturdenkmal. → siehe auch: Ehemaliger Muschelkalkbruch südsüdwestlich von Dettelbach

### Gemeindegliederung

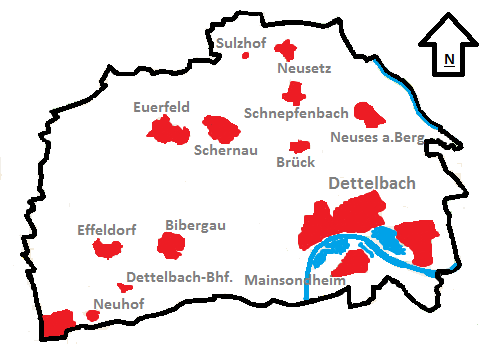
Karte des Dettelbacher Gemeindegebiets mit allen benannten Gemeindeteilen

Die Gemeinde Dettelbach setzt sich seit dem Abschluss der Gemeindegebietsreform aus 13 Gemeindeteilen zusammen, von denen lediglich drei nicht über eine eigene Gemarkung verfügen. Als Pfarrdörfer werden, in der Regel, größere Orte wie Bibergau, Euerfeld, Effeldorf, Mainsondheim oder Schernau bezeichnet. Der historische Sitz eines Pfarrers kann aber ebenso ausschlaggebend sein, wie bei Brück. Neuses am Berg, Neusetz und Schnepfenbach, ohne historischen Pfarrsitz werden als Kirchdörfer bezeichnet.
Wesentlich kleiner sind Dettelbach-Bahnhof, Neuhof und Sulzhof. Die Gemarkungen der beiden letztgenannten wurden bereits im 19. Jahrhundert aufgelöst und die Orte nach Effeldorf (Neuhof) bzw. Neusetz (Sulzhof) eingemeindet. Die letzten Baulichkeiten von Sulzhof wurden im 21. Jahrhundert abgerissen, sodass der Gemeindeteil eigentlich als Wüstung bezeichnet werden kann. Dettelbach-Bahnhof entstand als Bahnstation für Dettelbach auf dem Gebiet der damaligen Gemeinde Effeldorf. Der Bahnhof hatte aber eine historische Sonderstellung inne, weil seine Unterhaltung früh der Stadt Dettelbach zugeordnet wurde.
Zentrum der Gemeinde und einwohnerstärkster Gemeindeteil ist der Hauptort Dettelbach. Hier ist das Rathaus und die Stadtverwaltung untergebracht. Mit über 3000 Einwohnern bildet Dettelbach ein Unterzentrum für die Dörfer der Umgegend und wird zu den zentralen Orten gezählt. Die historische Bedeutung ist durch die Erhebung zur Stadt im 15. Jahrhundert gegeben. Dettelbach war Absatzmarkt für die Produkte der umliegenden Ortschaften. Im 20. bzw. 21. Jahrhundert entstanden mit dem Mainfrankenpark und dem Gewerbegebiet Dettelbach-Ost weitere bebaute Flächen, die heute nicht als Gemeindeteile bezeichnet werden.
| Gemeindeteil       | Tgk. (Teilgemeindekennziffer) | Siedlungstyp | Gemarkung      | Fläche (in km²) | Einwohner (Stand 25. Mai 1987) | Eingemeindung      | Koordinate |
| ------------------ | ----------------------------- | ------------ | -------------- | --------------- | ------------------------------ | ------------------ | ---------- |
| Bibergau           | 002                           | Pfarrdorf    | Bibergau       | 6,93            | 498                            | 1. Juli 1972       | (Lage)     |
| Brück              | 003                           | Kirchdorf    | Brück          | 1,37            | 163                            | 1. Juli 1972       | (Lage)     |
| Dettelbach         | 001                           | Hauptort     | Dettelbach     | 16,51           | 3073                           | nicht eingemeindet | (Lage)     |
| Dettelbach-Bahnhof | 004                           | Dorf         | Effeldorf      | ohne            | 72                             | 1. Juli 1972       | (Lage)     |
| Effeldorf          | 005                           | Pfarrdorf    | Effeldorf      | 6,98            | 300                            | 1. Juli 1972       | (Lage)     |
| Euerfeld           | 006                           | Pfarrdorf    | Euerfeld       | 10,43           | 471                            | 1. Mai 1978        | (Lage)     |
| Mainsondheim       | 007                           | Pfarrdorf    | Mainsondheim   | 2,94            | 483                            | 1. Juli 1974       | (Lage)     |
| Neuhof             | 008                           | Weiler       | Effeldorf      | ohne            | 35                             | 1. Juli 1972       | (Lage)     |
| Neuses am Berg     | 009                           | Pfarrdorf    | Neuses am Berg | 4,76            | 400                            | 1. Mai 1978        | (Lage)     |
| Neusetz            | 010                           | Kirchdorf    | Neusetz        | 3,74            | 180                            | 1. Januar 1978     | (Lage)     |
| Schernau           | 011                           | Pfarrdorf    | Schernau       | 5,50            | 341                            | 1. Januar 1976     | (Lage)     |
| Schnepfenbach      | 012                           | Kirchdorf    | Schnepfenbach  | 1,33            | 158                            | 1. Januar 1978     | (Lage)     |
| Sulzhof            | 013                           | Einöde       | Neusetz        | ohne            | ohne                           | 1. Januar 1978     | (Lage)     |

## Geschichte
Die Gemeinde Dettelbach ist ein Produkt der Gemeindegebietsreform der 1970er Jahre. Bis 1978 schlossen sich zehn selbstständige Orte zur heutigen Gemeinde zusammen. Die Verwaltung wurde in den mit Abstand größten Ort Dettelbach verlegt, der der neu entstandenen Gemeinde auch den Namen gab und dessen historische Zentralfunktion damit wiederhergestellt wurde. Die Verbindungen zwischen den Orten sind viel älter und die infrastrukturelle Ausrichtung auf den heutigen Hauptort entstand bereits im 19. Jahrhundert.

### Vor- und Frühgeschichte
Das Gebiet das heute von der Gemeinde Dettelbach eingenommen wird, ist bereits seit Jahrtausenden von Menschen besiedelt. Besonders viele Bodendenkmäler identifizierte man im Viereck Schernau-Brück-Dettelbach-Bibergau. Um die Stadt Dettelbach grub man Klingen, Schaber und Kratzer der Altsteinzeit aus. Aus der mittleren Steinzeit haben sich sogenannte Mikrolithen erhalten, die darauf verweisen, dass der Main an dieser Stelle ein Rastplatz für nomadische Gruppen war.
Im Laufe der Jungsteinzeit begannen die Menschen sesshaft zu werden. Nun siedelten sich auf dem Krackenberg erstmals dauerhaft Menschen der linearbandkeramischen Kultur auf Dettelbacher Gebiet an. Mehrere neolithische Siedlungen sind auch um Schernau nachweisbar. Dagegen sind nur wenige Funde der Bronzezeit nachgewiesen. Objekte der Urnenfelderzeit kamen zwischen Schernau und Brück zum Vorschein. Hier kann eine Siedlungskontinuität bis in die späte Bronzezeit vermutet werden. Eine lediglich bronzezeitliche Ansiedlung wurde westlich von Bibergau entdeckt.
Mit der Eisennutzung veränderten sich die Siedlungsstandorte neuerlich. Anhand von Lesefunden kann in der Gemarkung von Bibergau eine verebnete jüngerlatènezeitliche Viereckschanze verortet werden. Die Völkerwanderungszeit machte Befestigungen an exponierten Stellen notwendig, weil kriegerische Auseinandersetzungen nun zunahmen. Um Dettelbach saßen zunächst keltische Stammesverbände, daneben ist eine slawisch-wendische Besiedlung um Neuses anzunehmen. Später zogen andere, germanische Stämme durch das Maintal, darunter die Alemannen und Burgunden.
Die Franken begannen ab dem 6. Jahrhundert in die Mainregion vorzustoßen. Sie brachten das Christentum mit und etablierten erste Verwaltungsgrenzen, die sogenannten Gaue, die sich an den kleineren Flüssen orientierten. Die spätere Stadt Dettelbach war noch im 8. Jahrhundert Teil des Gotzfeldgaus. Die Forschung identifiziert drei große Siedlungswellen der Franken. Vermutlich gehen die meisten Orte der späteren Gemeinde auf die Zeit der fränkischen Eroberung zurück.

### Gründung und Ersterwähnung
| Ersterwähnung | Ersterwähnung | Ersterwähnung                 |
| ------------- | ------------- | ----------------------------- |
| Jahr          | Ort           | Benennung                     |
| 752           | Dettelbach    | „fiscus dominicus Thetilabah“ |
| 895           | Euerfeld      | „Urfelt“                      |
| 1040          | Effeldorf     | „Affaltrach“                  |
| 1113          | Mainsondheim  | „Sundheim“                    |
| 1165          | Neusetz       | „Nustze“                      |
| 1205          | Schernau      | „Schernowe“                   |
| 1279          | Bibergau      | unklar                        |
| 1340          | Neuses        | „Nuzez apud Tettelbach“       |
| 1351          | Brück         | unklar                        |
| 1351          | Schnepfenbach | unklar                        |

Die Ersterwähnung von Dettelbach erfolgte im Jahr 752. Erwähnt in der Schenkung von Fiskalgütern durch König Pippin an das Bistum Würzburg. Die Ortsnamen verweisen bis heute auf ihre fränkischen Gründer. Dabei gibt das Suffix des jeweiligen Ortsnamens Auskunft über den Gründungszeitschnitt, weil in jedem Jahrhundert andere Moden vorherrschten. Besonders alt sind die Orte mit der Endung -heim. Sie gehen auf das 5. und 6. Jahrhundert zurück. Teilweise nannte man die Neugründungen nach ihrem Standort, wobei ältere, fränkische Königshöfe als Ausgangspunkte dienten. So entstand Mainsondheim als Ausbauort südlich des Fiskalguts Dettelbach.
Jünger sind die Ortsnamen mit der Endung -bach. Sie entstanden eigentlich erst während der jüngeren Rodungsperiode im 7. und 8. Jahrhundert. Es ist wahrscheinlich, dass das fränkische Königsgut an der Stelle des späteren Dettelbachs einen anderen Namen hatte, ehe er im 8. Jahrhundert die heutige Bezeichnung erhielt. Unter den Karolingern im 8. und 9. Jahrhundert legte man Dörfer mit der Endung -feld an. Etwa zeitgleich könnten auch die Orte mit den Suffixen -dorf und -au entstanden sein.
Die Namen der beiden Orte Neuses am Berg und Neusetz tauchten wohl besonders spät auf dem heutigen Gemeindegebiet auf. Die ältere Literatur vermutet eine späte Gründung eines „neuen Sitzes“, während andere eher einen slawisch-wendischen Gründer hinter den Ortsnamen vermuten. Der Einfluss der Mainwenden auf die Ortsnamen Frankens wird erst seit wenigen Jahrzehnten innerhalb der Ortsnamensforschung diskutiert. Brück könnte noch jünger sein, weil sein Funktionsnamen (Ort einer Brücke) bis heute nahezu unverändert überkommen ist.
Die Gründung der Orte hinter den Namen kann über die Ortsnamensforschung nur annäherungsweise geschehen, weil schriftliche Belege für die Existenz fehlen. Urkundliche Nachweise einzelner Gemeindeteile sind dagegen valide, historische Quellen. Aufgrund der nur langsam einsetzenden Schriftlichkeit sind sie allerdings kein Beleg für die frühe oder späte Gründung der Orte. Nichtsdestotrotz spielen die Ersterwähnungen für die jeweilige Lokalgeschichtsschreibung eine große Rolle, wobei sich auch Jubiläen an den Daten orientieren.

### Das Amt Dettelbach
In Früh- und Hochmittelalter war das heutige Gemeindegebiet vielen unterschiedlichen Grundherren unterstellt. Besonders zersplittert war die Herrschaft im Ganerbendorf Bibergau, wo die Kitzinger Benediktinerinnen, das Würzburger Hochstift und die Grafen zu Castell Einkünfte und Besitzungen besaßen. Später übernahmen die Benediktiner von St. Stephan-Würzburg und die Johanniter ihre Anteile. In Effeldorf herrschten, neben den obengenannten, auch das Maidbronner Afrakloster, in Euerfeld stieg im Laufe des Mittelalters das Würzburger Kollegiatstift Haug zum Dorfherren auf. Mainsondheim war zwischen Ebrach und Münsterschwarzach aufgeteilt.
Erst im Laufe des Spätmittelalters gelang es dem Würzburger Fürstbischof seinen Einflussbereich über dieses, nur wenige Kilometer von der Bistumsmetropole entfernte, Gebiet zu erlangen. Es dauerte allerdings noch bis ins 19. Jahrhundert, bis von einer echten Vereinheitlichung der Herrschaft über die Orte der heutigen Gemeinde gesprochen werden kann. Die Dorfherren blieben vielfältig. Lediglich der Kernraum um die zur Stadt aufgestiegene Siedlung Dettelbach kam nahezu vollständig unter die Kontrolle der Fürstbischöfe.
Dettelbach wurde insbesondere durch den Fürstbischof Rudolf II. von Scherenberg gefördert. Einen ersten Höhepunkt des obrigkeitlichen Ausbaus bildete 1484 die Stadtrechtsverleihung, die zugleich auch die Erlaubnis zur Abhaltung eines Marktes enthielt. Scherenberg erklärte die Stadt auch zu einem Amtssitz für mehrere Orte der Umgebung. Zum Amt gehörten die späteren Gemeindeteile Brück, eine Hälfte von Schnepfenbach und Neuses am Berg, sowie weitere Orte, die heute nicht mehr zu Dettelbach zählen. Brück wurde sogar direkt dem Dettelbacher Stadtrat unterstellt.

### Konfessionelle Spaltung
Eine gemeinsam geteilte Erfahrung bildete für das 16. und 17. Jahrhundert die konfessionelle Spaltung. Die Lehre Luthers erhielt in der zweiten Hälfte des 16. Jahrhunderts auf dem heutigen Stadtgebiet viel Zulauf. Auf Geheiß des Markgrafen von Ansbach, der im Dorf das Patronatsrecht besaß, wurde in Neuses schon 1520 der Protestantismus eingeführt. In Schernau gelang es erst nach 1576 einen lutherischen Pfarrer zu ernennen. Auch hier waren die Markgrafen an der Verbreitung der neuen Konfession beteiligt. Die Herren von Crailsheim verbreiteten in Mainsondheim die neue Lehre.

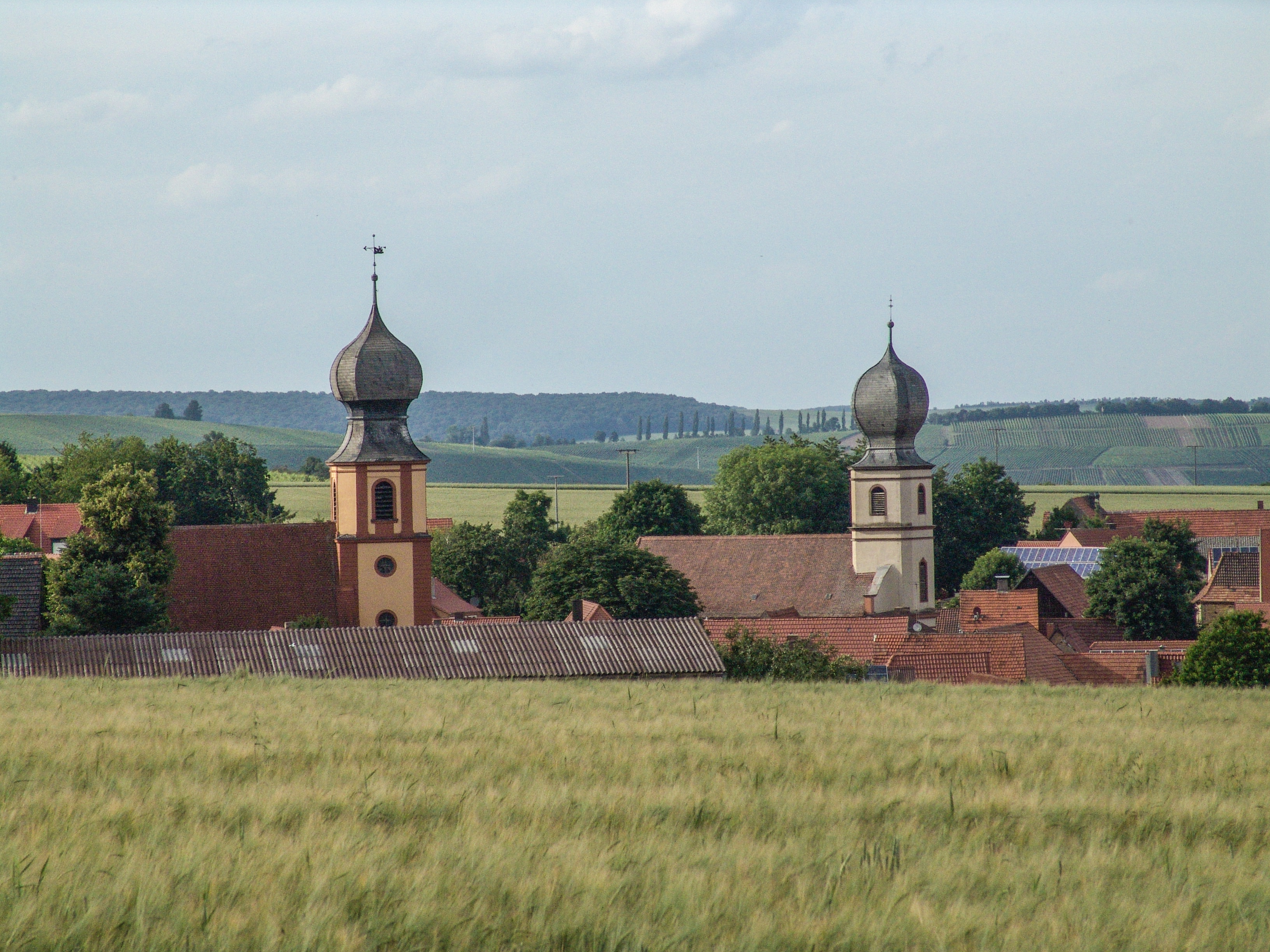
Die beiden Kirchtürme in Neuses erinnern an die jahrhundertealte, konfessionelle Spaltung des Ortes

Aber auch die Orte, deren Pfarrer katholisch blieben, wurden vom Sog der Reformation erfasst. Obwohl in Euerfeld das katholische Stift Haug herrschte, gelang es den Untertanen hier lutherischen Gottesdienst zu hören. In Dettelbach predigten lutherische Geistliche, sodass sich immer mehr Stadtbewohner fanden, die die Gottesdienste in Neuses oder Schernau besuchten. Diese Situation wurde von katholischer Seite sehr kritisch gesehen. Insbesondere die Fürstbischöfe von Würzburg versuchten den Einfluss der Reformatoren einzugrenzen.
Bischof Julius Echter von Mespelbrunn machte diese Gegenreformation zu seiner politischen Hauptaufgabe. Er kombinierte religiöse Anreize mit militärischen Zwangsmaßnahmen und machte Dettelbach zu einem Zentrum seiner gegenreformatorischen Anstrengungen. Er führte die meisten Einwohner zum Katholizismus zurück und ließ die übrigen aus der Stadt weisen. Stadt und Amt blieben damit, mit einer kleinen Unterbrechung während des Dreißigjährigen Krieges, katholische Gemeinden.
Anders war die Situation in Neuses und Schernau. Echter von Mespelbrunn war auch diesen Orten tätig. Wahrscheinlich wurde die Nicolaikirche in Neuses am Ende des 16. Jahrhunderts bereits von beiden Konfessionen genutzt. Nichtsdestotrotz blieb das Dorf bis zum Beginn des Dreißigjährigen Krieges mehrheitlich evangelisch. Im Jahr 1624 kam es zu einer Schlägerei zwischen den Schernauern und 400 Wallfahrern aus Eßleben und Mühlhausen auf dem Weg nach Dettelbach. Die Dorfbevölkerung wollte die Durchziehenden zunächst hindern ihr Ziel zu erreichen, daraufhin kam es zu großen Zerstörungen durch die Wallfahrer.
Einen vorläufigen Höhepunkt erreichten die gewaltsamen Auseinandersetzungen im Dreißigjährigen Krieg. Besonders viele Quellen haben sich aus dieser Zeit in der Stadt Dettelbach erhalten. Die Stadt wurde, aufgrund ihrer räumlichen Nähe zur Bistumsmetropole und ihrer verkehrstechnischen Bedeutung, ab 1631 zu einem Hauptquartier der protestantischen Schweden ernannt. In der Stadt residierte zeitweise König Gustav II. Adolf. Er verhinderte nicht die Plünderungen, die insbesondere die katholischen Gotteshäuser in dieser Zeit erfuhren.
Bis heute sind die beiden Ortsteile Schernau und Neueses am Berg evangelische Pfarrdörfer und weitestgehend lutherisch geprägt.

### Wallfahrten

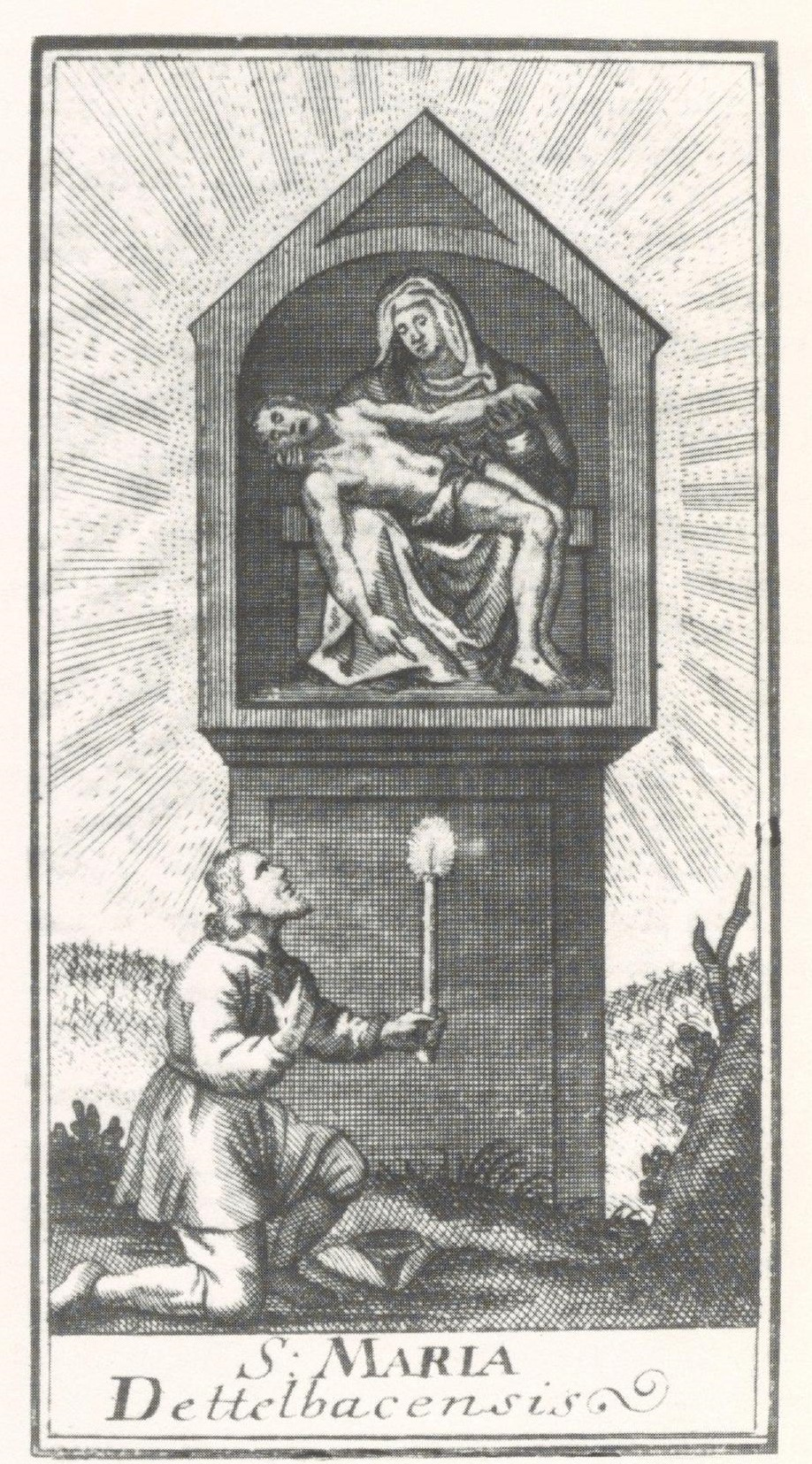
Dettelbacher Wallfahrtsbildchen mit dem Wunder des Nikolaus Lemmerer

Nach dem Ende des Dreißigjährigen Krieges erlebten die Wallfahrten auf dem heutigen Gemeindegebiet einen neuen Aufschwung. Insgesamt zogen drei Pilgerziele immer wieder Menschen an, von denen heute noch zwei regelmäßig von Gläubigen angelaufen werden. In Dettelbach begann die Wallfahrtsgeschichte bereits mit dem Jahr 1505. Damals soll der nach einer Kirchweihrauferei gelähmte Nikolaus Lemmer (auch Lemmerer) aus dem heute im Landkreis Bamberg gelegenen Melkendorf nach dem Gebet vor einem Bildstock in den Weinbergen von seinem Gebrechen geheilt worden sein.
Durch die Reformation wurde aber der Aufschwung, den die Wallfahrt schnell erfuhr, jäh unterbrochen. Julius Echter von Mespelbrunn erkannte die Vorteile einer solchen Wallbewegung für seine Gegenreformation. Zwischen 1608 und 1613 ließ der Fürstbischof eine neue, größere Wallfahrtskirche in Dettelbach errichten und siedelte einen Franziskanerkonvent neben dem Gotteshaus an. Durch den Dreißigjährigen Krieg und die mit ihm einhergehenden Verunsicherungen der Bevölkerung, wurde die Kirche Maria im Sand zu einem Zentralort des Bistums Würzburg. Bis heute wird die Kirche von Pilgergruppen angelaufen.
In Effeldorf und Euerfeld blieb die Wallfahrt dagegen auf wenige Personen beschränkt. Bereits 1573 hatte Fürstbischof Friedrich von Wirsberg den Jesuiten das Dorf Effeldorf übergeben. Im 17. Jahrhundert planten sie hier eine Wallfahrt zu errichten. Die Nähe zum Gnadenort Dettelbach dürfte bei der Entscheidung eine Rolle gespielt haben. Die Jesuiten hatten im italienischen Loreto die Aufsicht über die Wallfahrt zur Casa sancta, dem heiligen Haus, übernommen und wollten nun auch in Franken ein Pendant errichten. Effeldorf wurde ausgewählt, weil es ähnlich abgeschieden lag wie das biblische Nazareth.
Dagegen hat in Euerfeld die Wallfahrt eine Ritualmordlegende als Ursprung. Am 9. April 1692 war die Leiche des Dreijährigen Michael Estenfelder zwischen Euerfeld und Schernau entdeckt worden. Die Bevölkerung machte schnell die jüdische Gemeinde im Nachbarort für die Tat verantwortlich. Obwohl es keine Anhaltspunkte für die Beschuldigungen gab, begann der Pfarrer von Euerfeld den Ermordeten zu einem christlichen Märtyrer zu stilisieren. Die Bistumsverwaltung in Würzburg unterstützte die illegitime Wallfahrt nicht, verbot die Predigten aber auch nie. Beide Wallfahrten verschwanden im 18. Jahrhundert aus den Quellen.

### In Bayern
Die jahrhundertealte, herrschaftliche Zersplitterung des Raumes um Dettelbach endete erst zu Beginn des 19. Jahrhunderts. Nachdem Napoleon Bonaparte im Jahr 1802 die linksrheinischen Gebiete, die zu Bayern gehörten, seinem neuen Kaiserreich zugeschlagen hatte, musste er die Verbündeten Bayern irgendwie entschädigen. Dies gelang ihm, indem er die seit dem Mittelalter existierenden geistlichen Territorien 1803 säkularisierte und in Kurpfalz-Bayern eingliederte. Dettelbach, Teil des alten Hochstifts Würzburg, wurde bayerische Stadt.
Mit dem Frieden von Preßburg erhielt am 26. Dezember 1805 Ferdinand, Großherzog von Toskana, Würzburg. Er errichtete das Großherzogtum Würzburg, das allerdings nur wenige Jahre Bestand hatte. Nach Absprachen zwischen Österreich und dem jungen bayerischen Königreich verließ Ferdinand 1814 Würzburg. Am 21. Juni 1814 wurde die Stadt und damit ihr Umland endgültig Teil des Königreichs Bayern. Unter bayerischer Herrschaft begann ein Prozess der Verwaltungsreformen, der schließlich in Frühkonstitutionalismus und demokratischer Teilhabe endete.

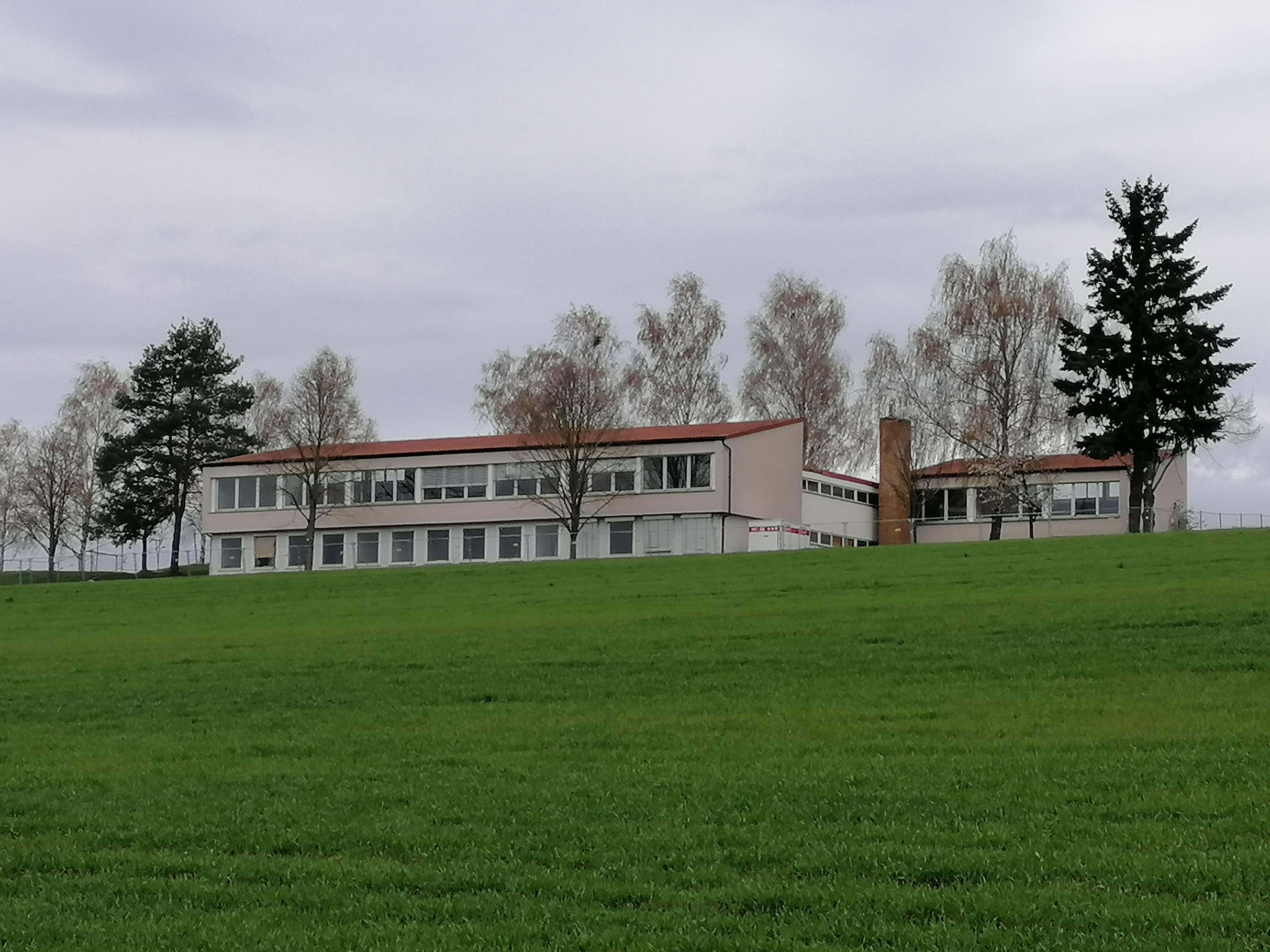
Die Verbandsschule zwischen Effeldorf und Bibergau

Den Vorläufer der heutigen Gemeinde bildete das Landgericht Dettelbach, das von 1804 bis 1862 als administrativer Verwaltungsdistrikt bestand. Es umfasste bis 1862, neben anderen Orten, Bibergau, Brück, Dettelbach, Effeldorf, Euerfeld, Mainsondheim, Neuses am Berg, Neusetz, Schernau und Schnepfenbach und übernahm ähnliche Aufgaben wie die heutigen Landkreise. Bereits 1862 verlor Dettelbach seinen zentralörtlichen Charakter (und behielt lediglich das Amtsgericht). Die Dörfer kamen an das Bezirksamt Volkach. Nur zehn Jahre später gelangten aller heutigen Gemeindeteile an das Bezirksamt Kitzingen, den späteren Landkreis.
Die einzelnen Gemeinden erhielten mit dem Bayerischen Gemeindeedikt von 1818 ihre Selbstständigkeit, die sie über 150 Jahre bewahren konnten. Nichtsdestotrotz kooperierten die kleinen Ortschaften miteinander. Ein frühes Beispiel für solche Zusammenarbeit ist der Bau der Bahnstrecke Dettelbach Bahnhof-Dettelbach Stadt im Jahr 1900. Die Nebenstrecke durchquerte vollständig das heutige Gemeindegebiet und endete in Dettelbach. Mit dem Bau der Bahnstation Dettelbach-Bahnhof in der Gemarkung von Effeldorf war die Stadt an die neue Verkehrsader zwischen Würzburg und Fürth angeschlossen.

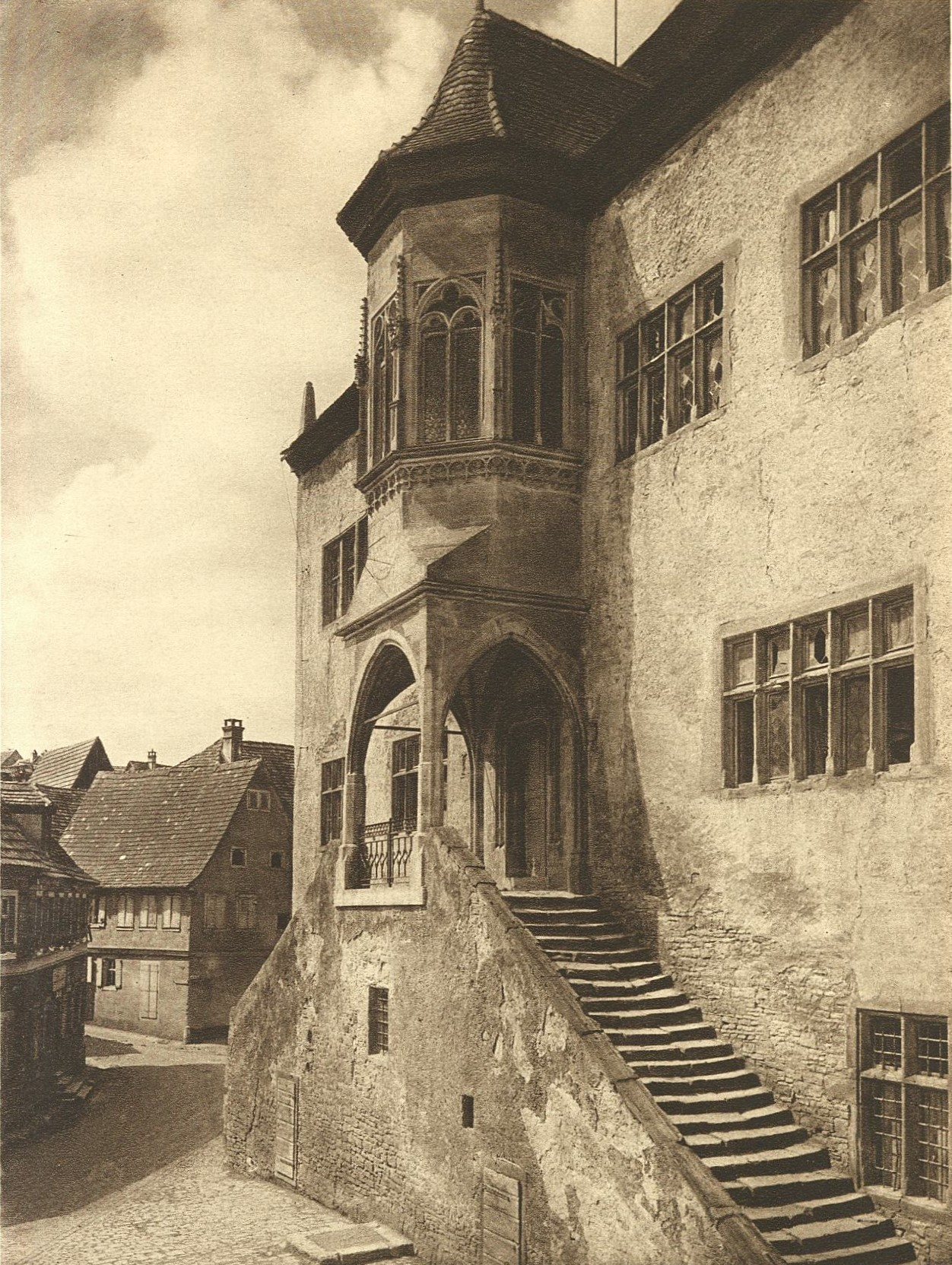
Kurt Hielscher: Dettelbach Rathaus 1924

Neben solchen infrastrukturellen Kooperationen schloss man sich insbesondere auf dem schulischen Gebiet zusammen. Zwischen Effeldorf und Bibergau wurde 1963 auf freier Fläche ein Verbandsschulhaus errichtet, das von Schulkindern aus den beiden Orten besucht wurde. Die spätere Gemeindegebietsreform wurde 1969 mit der Aufhebung der Konfessionsschulen vorweggenommen. So hatten in Neuses lange Zeit zwei Schulen nebeneinander bestanden. Viele Kinder aus den späteren Gemeindeteilen besuchten ab diesem Zeitpunkt die erweiterte Volksschule in Dettelbach.
Im Zuge der Gemeindegebietsreform wurden am 1. Juli 1972 die Gemeinden Bibergau, Brück und Effeldorf in die Stadt Dettelbach eingegliedert. Mainsondheim kam am 1. Juli 1974 hinzu. Schernau folgte am 1. Januar 1976. Neusetz und Schnepfenbach wurden am 1. Januar 1978 eingemeindet. Mit der Eingliederung von Euerfeld und Neuses am Berg wurde die Reihe der Eingemeindungen am 1. Mai 1978 abgeschlossen.

### Jüdische Gemeinden
Auf dem heutigen Gemeindegebiet Dettelbachs existierten in der Vergangenheit mehrere israelitische Kultusgemeinden. Im 17. Jahrhundert sind Juden in Schernau und Bibergau nachgewiesen, sie wurden eines Ritualmordes verdächtigt und mussten vom Würzburger Fürstbischof verteidigt werden. Die Schernauer Gemeinde ging bald darauf ein. In Mainsondheim siedelten im Jahr 1752 die letzten Juden ins nahegelegene Mainstockheim über.
Ebenso im 17. Jahrhundert hatten sich Juden auch in Dettelbach selbst angesiedelt. Zusammen mit der Gemeinde in Bibergau bewohnten zeitweise über 250 Personen jüdischen Glaubens das heutige Gemeindegebiet. Während sich die Kultusgemeinde in Bibergau in der zweiten Hälfte des 19. Jahrhunderts auflöste, bestand in Dettelbach bis zur Machtergreifung der Nationalsozialisten 1933 ein reges Gemeindeleben. Im September 1942 wurden die letzten Dettelbacher Juden nach Theresienstadt deportiert.

### Einwohnerentwicklung
Einwohnerzahlen, die das gesamte, heutige Gemeindegebiet umfassen, liegen erst seit den 1970er Jahren vor. Zuvor wurden, seit der ersten Hälfte des 19. Jahrhunderts, die Zahlen der einzelnen Gemeinden erfasst. Durch Addition der einzelnen Ortskennziffern kann man die Zahlen dadurch bis 1840 zurückprojizieren. Einwohnerzahlen aus dem Mittelalter bzw. der Frühen Neuzeit beruhen dagegen auf Schätzungen, die über die Addition von Hausvorständen (nur Männer) und der durchschnittlichen Kinderzahl entstanden.
Um 1500 hatte beispielsweise Neuses am Berg ca. 350 Einwohner und gehörte damit zu den größeren Dörfern der Umgebung. Und in den 1620er Jahren lebten in Brück etwa 150 Menschen. Der Dreißigjährige Krieg bedeutete für die Orte einen tiefgreifenden Einschnitt. In der Stadt Dettelbach sank die Einwohnerzahl von etwa 1565 im Jahr 1607 auf nur noch ca. 1409 im Jahr 1686. Anders als in den angrenzenden Orten des Schwarzacher Beckens blieben aber alle Orte in der Umgebung von Dettelbach bewohnt.
Die Bevölkerung der Gemeindeteile blieben im 19. Jahrhundert weitgehend konstant, lediglich im späteren Hauptort kam es zu größeren Zuwächsen. Dettelbachs Einwohnerzahlen stiegen durch den zentralörtlichen Charakter der Stadt stark an. Mit der Verlegung des Bezirksamtes nach Volkach siedelten auch viele Beamte in die Nachbarstadt über. 1867 hatte die Stadt noch 2268 Einwohner, bis 1925 war die Zahl auf 2069 gesunken. Der Zweite Weltkrieg veränderte die Strukturen neuerlich. Die Gemeindeteile wuchsen durch den Zuzug von Geflüchteten aus den ehemals deutschen Gebieten. In der Folgezeit begann die Ausweisung von Baugebieten, sodass die heutigen Ortsgrößen entstanden.
Im Zeitraum 1988 bis 2018 stieg die Einwohnerzahl von 6202 auf 7240 um 1038 Einwohner bzw. um 16,7 %.
Quelle: BayLfStat
| Jahr | Einwohner | Jahr | Einwohner | Jahr | Einwohner |
| ---- | --------- | ---- | --------- | ---- | --------- |
| 1840 | 5032      | 1970 | 6450      | 2013 | 6880      |
| 1871 | 5479      | 1987 | 6174      | 2014 | 6949      |
| 1900 | 5097      | 2011 | 6920      | 2015 | 6968      |
| 1925 | 5192      | 2009 | 6957      | 2016 | 7280      |
| 1939 | 5132      | 2010 | 6967      | 2017 | 7260      |
| 1950 | 7195      | 2011 | 6908      | 2018 | 7240      |
| 1961 | 6229      | 2012 | 6874      | 2019 | 7295      |

| Gemeindeteil | 1840 | 1900 | 1933 | 1987 |
| ------------ | ---- | ---- | ---- | ---- |
| Bibergau     | 546  | 518  | 492  | 498  |
| Brück        | 191  | 157  | 207  | 163  |
| Dettelbach   | 2140 | 2056 | 2111 | 3073 |
| Effeldorf    | 280  | 316  | 365  | 300  |
| Euerfeld     | 440  | 511  | 534  | 471  |

| Gemeindeteil   | 1840 | 1900 | 1933 | 1987 |
| -------------- | ---- | ---- | ---- | ---- |
| Mainsondheim   | 273  | 289  | 339  | 483  |
| Neuses am Berg | 496  | 513  | 421  | 400  |
| Neusetz        | 158  | 227  | 214  | 180  |
| Schernau       | 347  | 339  | 365  | 341  |
| Schnepfenbach  | 161  | 162  | 140  | 158  |

## Politik

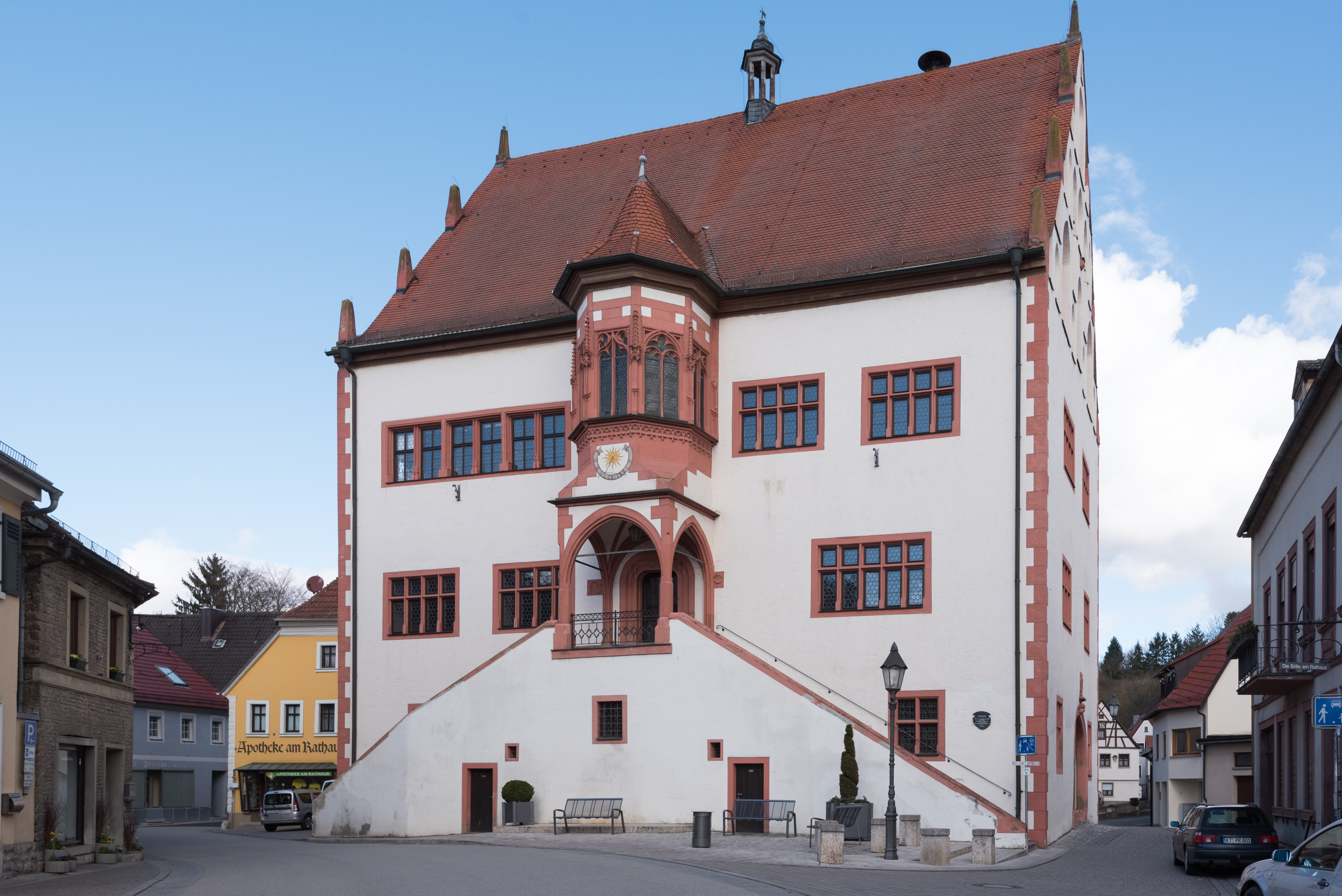
Das Rathaus im Zentrum der Dettelbacher Altstadt

### Stadtrat
Nach der Kommunalwahl am 15. März 2020 mit einer Wahlbeteiligung von 69,9 % ergab sich folgende Verteilung der 20 Stadtratssitze:
|               | CSU    | SPD    | Freie Wähler | Grüne | Mainsondheimer Liste | Effeldorfer Liste | gesamt   |
| ------------- | ------ | ------ | ------------ | ----- | -------------------- | ----------------- | -------- |
| Sitze         | 6      | 3      | 6            | 1     | 2                    | 2                 | 20 Sitze |
| Stimmenanteil | 29,8 % | 13,9 % | 34,0 %       | 5,2 % | 9,1 %                | 8,0 %             | 100 %1   |

```
1
 
gerundet
```

### Bürgermeister

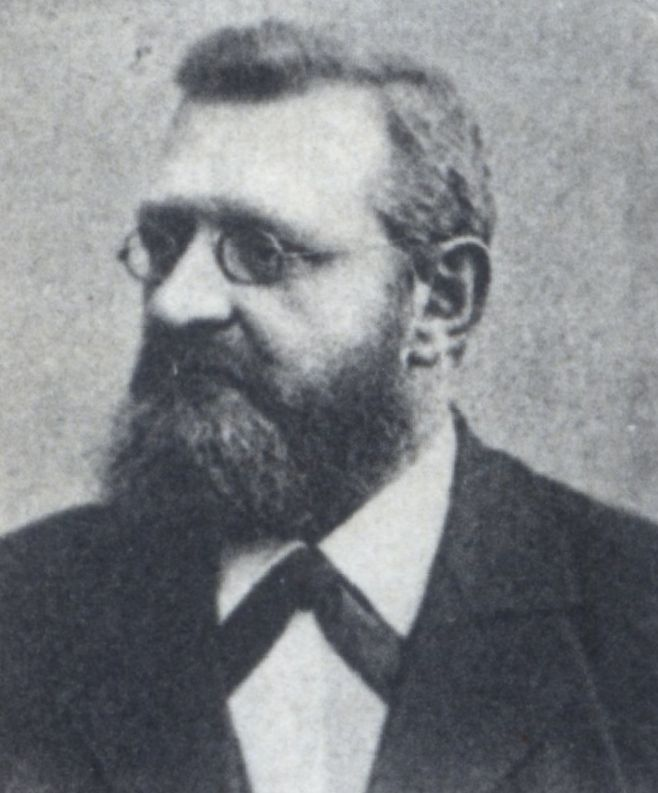
Luitpold Baumann, Amtszeit von 1900 bis 1919

Seit 1800 amtierten folgende Bürgermeister des heutigen Hauptortes Dettelbach. Daneben hatten die heutigen Stadtteile ebenfalls eigene Bürgermeister. Mit Hans Löffler beginnt ab den 1970er Jahren die Vertretung der entstehenden Großgemeinde durch die Dettelbacher Bürgermeister.
- 01.06.1799–31.12.1800: Georg Lorenz Baumann (* 19. August 1751 in Dettelbach; † nach 1826)
- 01.01.1801–31.12.1802: Caspar Rossmann (* 8. Juli 1741 in Großlangheim; † 24. Februar 1823 in Dettelbach)
- 01.01.1803–31.12.1806: Christoph Böhm (* 1. Juni 1745 in Neuses; † 11. Juli 1819 in Dettelbach)
- 01.01.1807–30.09.1817: Caspar Rossmann; weitere Amtszeit
- 01.10.1817–30.09.1818: Georg Lorenz Baumann; weitere Amtszeit
- 01.10.1818–31.12.1822: Sebastian Wölfling (*20.01.1748 in Dettelbach; † 10. März 1844 in Dettelbach)
- 01.01.1823–30.09.1827: Libor Leininger (* 26. Juni 1770 in Marktheidenfeld; † 22. Juni 1843 in Dettelbach)
- 01.10.1827–31.12.1831: Caspar Thaler (* 11. Mai 1785 in Wiesentheid; †)
- 01.01.1832–30.09.1838: Michael Scheller (* 28. Juli 1775 in Biebelried; † 10. März 1852 in Dettelbach)
- 01.10.1838–12.07.1866: Sebastian Achtmann (* 30. Juli 1802 in Dettelbach; † 12. Juli 1866 in Dettelbach)
- 12.07.1866–31.12.1887: Michael Then (* 19. November 1813 in Dettelbach; † 25. Oktober 1894 in Dettelbach); bis 31. August 1866 geschäftsführend als Verweser-Beigeordneter; am 18. Dezember 1887 einstimmig Beschluss des Ehrenbürgerrechts für ihn durch die Bürgerversammlung
- 01.01.1888–06.04.1893: Johann Adam Spenkuch (* 26. Oktober 1850 in Riedenheim; † in München)
- 06.04.1893–12.12.1896: Franz Josef Then (* 29. Januar 1833 in Dettelbach; † 12. Dezember 1896 in Dettelbach); bis 31. Dezember 1893 geschäftsführend als Beigeordneter
- 12.12.1896–31.12.1896: Franz Then (* 22. Juli 1843 in Dettelbach; † 26. Februar 1906 in Dettelbach); geschäftsführend als Beigeordneter
- 01.01.1897–12.1899: Joseph Eyerich (* 18. Mai 1857 in Dettelbach; † 16. Februar 1920 in Dettelbach)
- 01.01.1900–04.05.1919: Luitpold Baumann (* 4. Dezember 1844 in Dettelbach; † 4. Mai 1919 in Dettelbach)
- 1919–1925: Michael Schwarz
- 1925–1933: Emmerich Knötgen
- 1933–1941: Albert Rechtfertig (* 4. Oktober 1895; † 8. November 1941)[23]
- 1941–1942: Hans Honecker
- 1942–1945: Lorenz Wolf (* 10. Mai 1879 in Wildflecken; † 26. Oktober 1961); kommissarisch
- 1945: Emmerich Knötgen; zweite Amtszeit, von den Amerikanischen Besatzern eingesetzt
- 1945–1948: Johann Nagel (* 2. Oktober 1886; † 13. März 1964)[24]
- 1948–1966: Georg Graber (* 23. November 1898; † 20. Juli 1972)[25]
- 1966–1982: Hans Löffler (* 1912 oder 1913 in Teuschnitz; † 1996)[26][27]
- 1982–2012: Reinhold Kuhn (CSU; * 23. Juli 1946 in Bibergau)[28]
- 12.10.2012 bis 30.04.2020: Christine Konrad (Freie Wähler; * 19. Juni 1966 in Würzburg)[29][30]
- seit 01.05.2020: Matthias Bielek (Freie Wähler; * 1981 in Dettelbach)[31][32]

### Wappen
| Wappen von Dettelbach | Blasonierung: „In Silber eine rote Burg mit zwei Zinnentürmen, in deren offenem Tor ein wachsender, rot gekleideter Bischof mit silbernem Untergewand, in der Linken den goldenen Krummstab haltend, die Rechte zum Segen erhoben; darunter ein von Blau und Rot geteiltes Schildchen; oben eine schräg gestellte, eingekerbte, von Silber und Rot gevierte Fahne an goldener Stange, unten ein silberner Wellenbalken.“ |
| Wappen von Dettelbach | Wappenbegründung: Der Würzburger Bischof Rudolf von Scherenberg (1466–1495) bat Kaiser Friedrich III., Dettelbach zur Stadt zu erheben. Die Stadtrechte wurden darauf 1484 verliehen. Aus dem Jahr 1498 ist ein Siegelabdruck bekannt, dessen Darstellung bereits das Wappen zeigt und das sich im 15. und 16. Jahrhundert in vorhandenen Bauplastiken und Wappenbüchern kaum verändert hat. Die Burg mit den Zinnentürmen ist ein Hinweis auf den Begriff Stadt. Die von Rot und Silber gevierte Fahne im kleinen Wappenschild ist das Würzburger Fähnlein des Hochstifts Würzburg. Der Bischof im Wappen weist ebenfalls auf das Hochstift Würzburg hin, das die Stadtherrschaft bis zum Ende des alten Reichs 1803 ausübte. Der Wellenbalken steht als redendes Symbol für den Ortsnamenteil -bach. In den Jahren um 1920 wurde öfter nur der kleine Wappenschild als Stadtwappen verwendet. Auch Otto Hupp hat dieses kleine Wappen in seinem Wappenbuch als Stadtwappen dargestellt. Das Wappen wird seit 1498 geführt. |

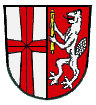
Wappen von Bibergau
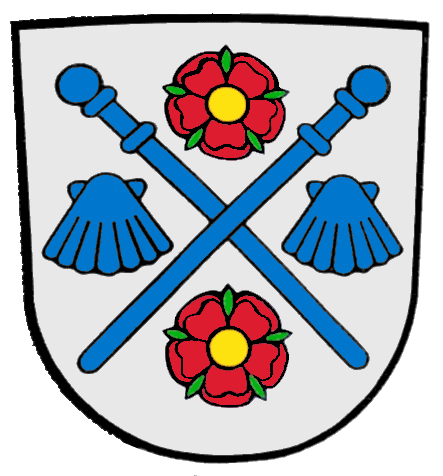
Wappen von Effeldorf
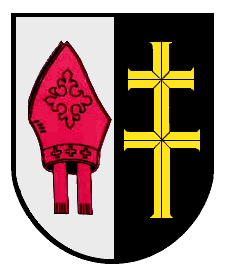
Wappen von Neuses am Berg
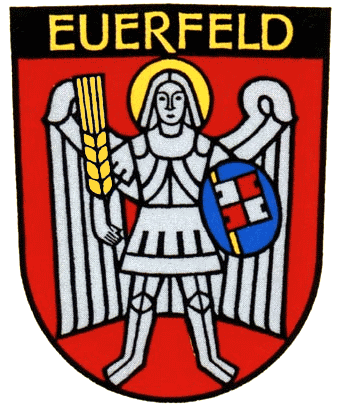
Wappen von Euerfeld
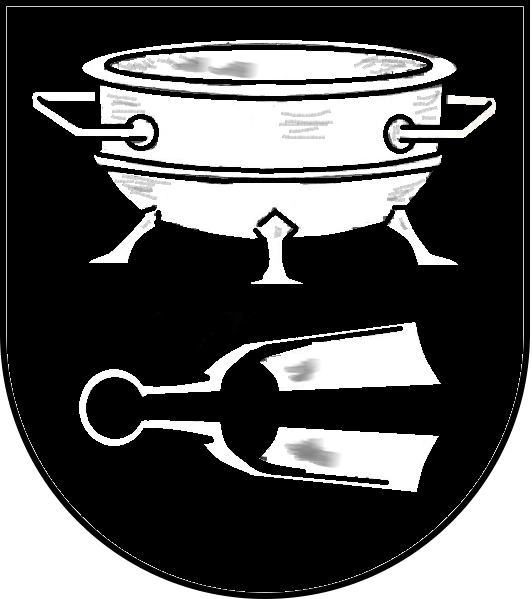
Wappen von Schernau

### Städtepartnerschaften
Dettelbach unterhält folgende Partnerschaften:
- Österreich: Poysdorf (seit 1986)
- Italien: Rufina (seit dem 29. Juli 2006)

## Kultur und Sehenswürdigkeiten

### Baudenkmäler

#### Altstadt Dettelbach

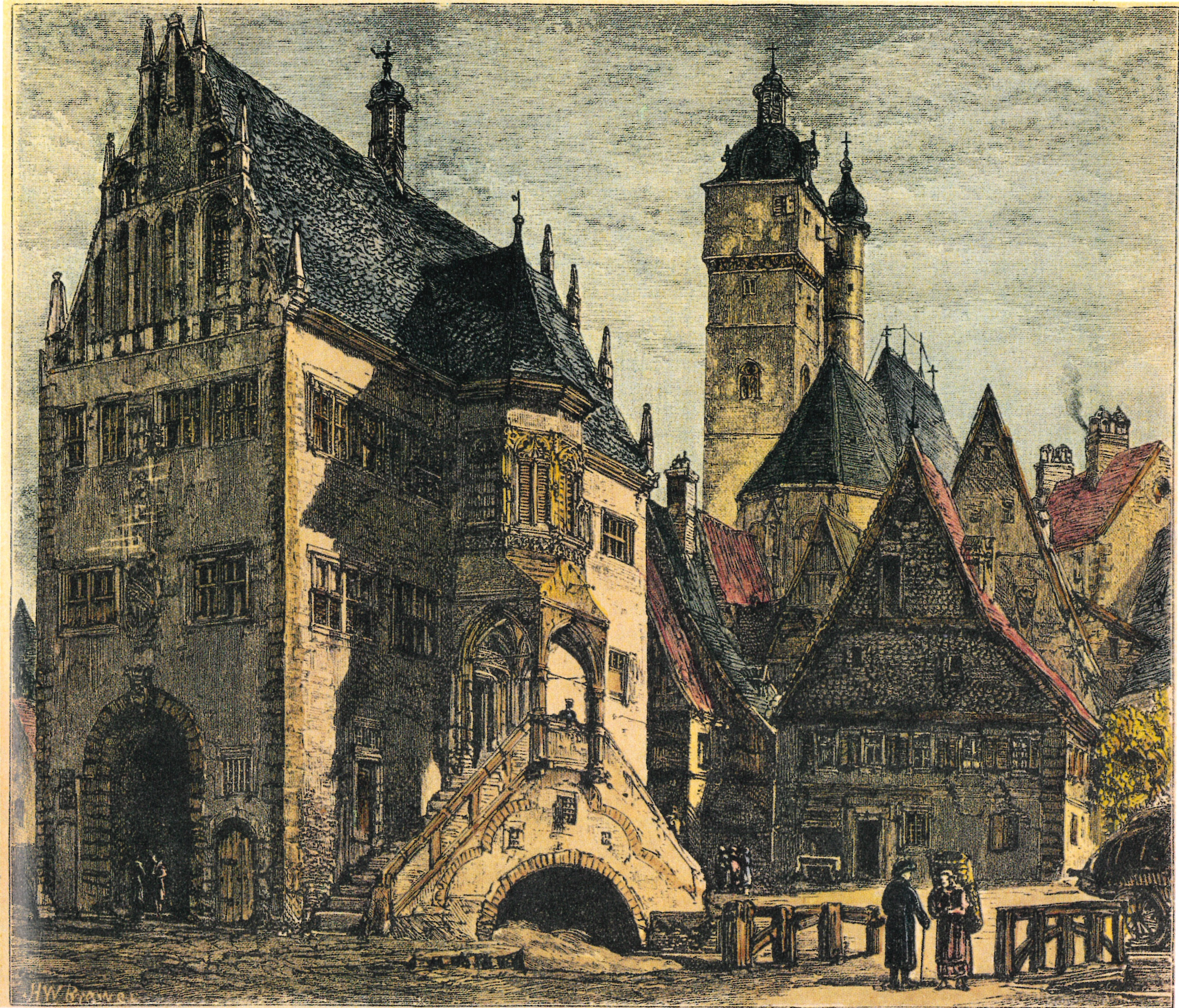
Rathaus und Pfarrkirche in Dettelbach auf einem Gemälde von H. W. Brewer

Einziges, denkmalgeschütztes Ensemble im Gemeindegebiet ist die historische Altstadt des Hauptortes Dettelbach. Begrenzt wird die Altstadt von einem Mauerring mit Gräben, die Stadtbefestigung hat sich noch weitgehend erhalten. Insgesamt fünf Tore bildeten jahrhundertelang die einzigen Zugänge zur Siedlung. Von den Toranlagen haben sich noch zwei, das Faltertor im Nordosten und das Brückertor im Norden, erhalten. Die anderen wurden im 19. Jahrhundert dem wachsenden Verkehr geopfert. Dettelbach wurde nach der Stadterhebung im 15. Jahrhundert mit der Mauer ausgestattet. → siehe auch: Dettelbacher Stadtbefestigung
Dabei war das ursprünglich besiedelte Gebiet wesentlich kleiner. Noch zur Zeit der Stadterhebung beschränkten sich die Bauten auf wenige Straßenzüge um die Kirchenzinne im Osten des heutigen Stadtgebietes. Erst durch die Aufwertung 1484 zogen mehr Menschen in die Stadt und der Westteil wurde urbanisiert. Hierzu trug auch bei, dass 1481 im Westen ein Spital errichtet wurde. Es bildet, nach mehreren Erweiterungen heute den Mittelpunkt der Weststadt, während die östliche Altstadt von der Stadtpfarrkirche St. Augustinus dominiert wird.
Im Zentrum der Siedlung, das nach wie vor eher ländlich geprägt ist, wird vom Bach Dettelbach dominiert. Über ihm wurde das städtische Rathaus errichtet, als Symbol für die Verbindung beider Stadtteile. Repräsentative Wohnhäuser entstanden stattdessen entlang der Fernstraße Würzburg-Bamberg, die Dettelbach von Nordwesten nach Südosten durchquert. Besonders bedeutsame Bürgerhäuser sind außerdem um den historischen Markt nahe der Kirche zu finden. Ein Großbrand in den 1780er Jahren zerstörte den Ostteil der Stadt weitgehend, sodass hier eher Bauten jüngeren Datums zu finden sind.

#### Kirchen und Kapellen

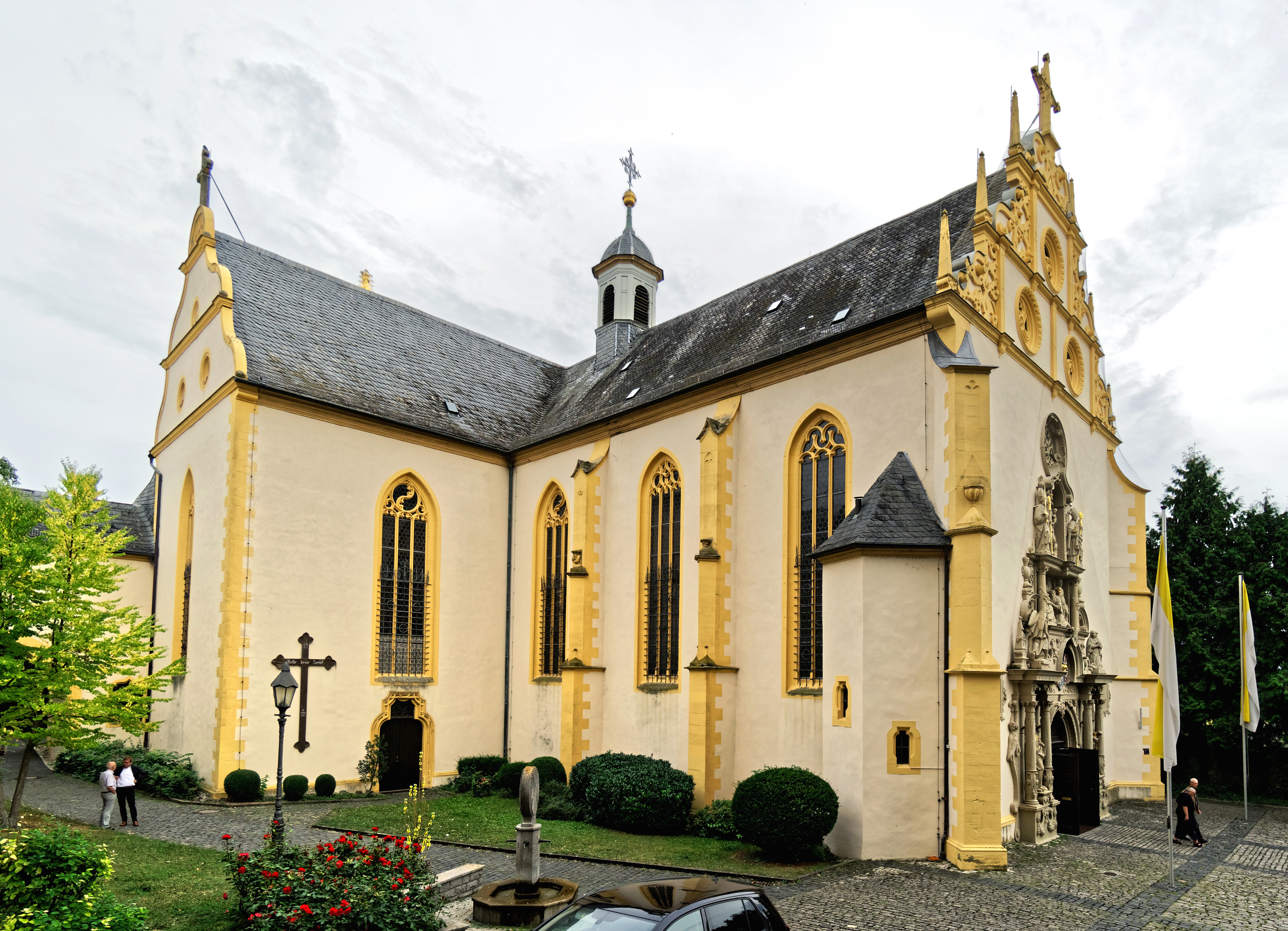
Die Wallfahrtskirche Maria im Sand im Hauptort

Im Gemeindegebiet von Dettelbach haben sich Kirchen und Kapellen aus allen Jahrhunderten seit dem Mittelalter erhalten. Vertreten sind Gotteshäuser der katholischen genauso, wie der protestantischen Konfession. Die beiden größten Kirchen finden sich im Hauptort Dettelbach. Allerdings weisen auch die kleinen Kirchen der Gemeindeteile bedeutsame Ausstattungsstücke oder eine lange Geschichte auf. Insgesamt sind 13 kirchliche Bauten in der Gemeinde Dettelbach zu finden.
Kunsthistorisch besonders bedeutsam ist die Kloster- und Wallfahrtskirche Maria im Sand, die sich im Osten der Dettelbacher Altstadt befindet. Sie entstand zu Beginn des 17. Jahrhunderts als Hauptwerk der Gegenreformation unter Bischof Julius Echter von Mespelbrunn und führte zu einer Wiederbelebung der Wallfahrt. Betreten wird das Gotteshaus durch das aufwendig gestaltete Westportal, das vom Bildhauer Michael Kern geschaffen wurde. Anlaufpunkt für die Pilgergruppen ist das Gnadenbild der Pietà im Kircheninneren. Das Vesperbild wurde im 18. Jahrhundert vom heute noch erhaltenen Gnadenaltar umgeben, der an das Pendant in der Basilika Vierzehnheiligen angelehnt ist.

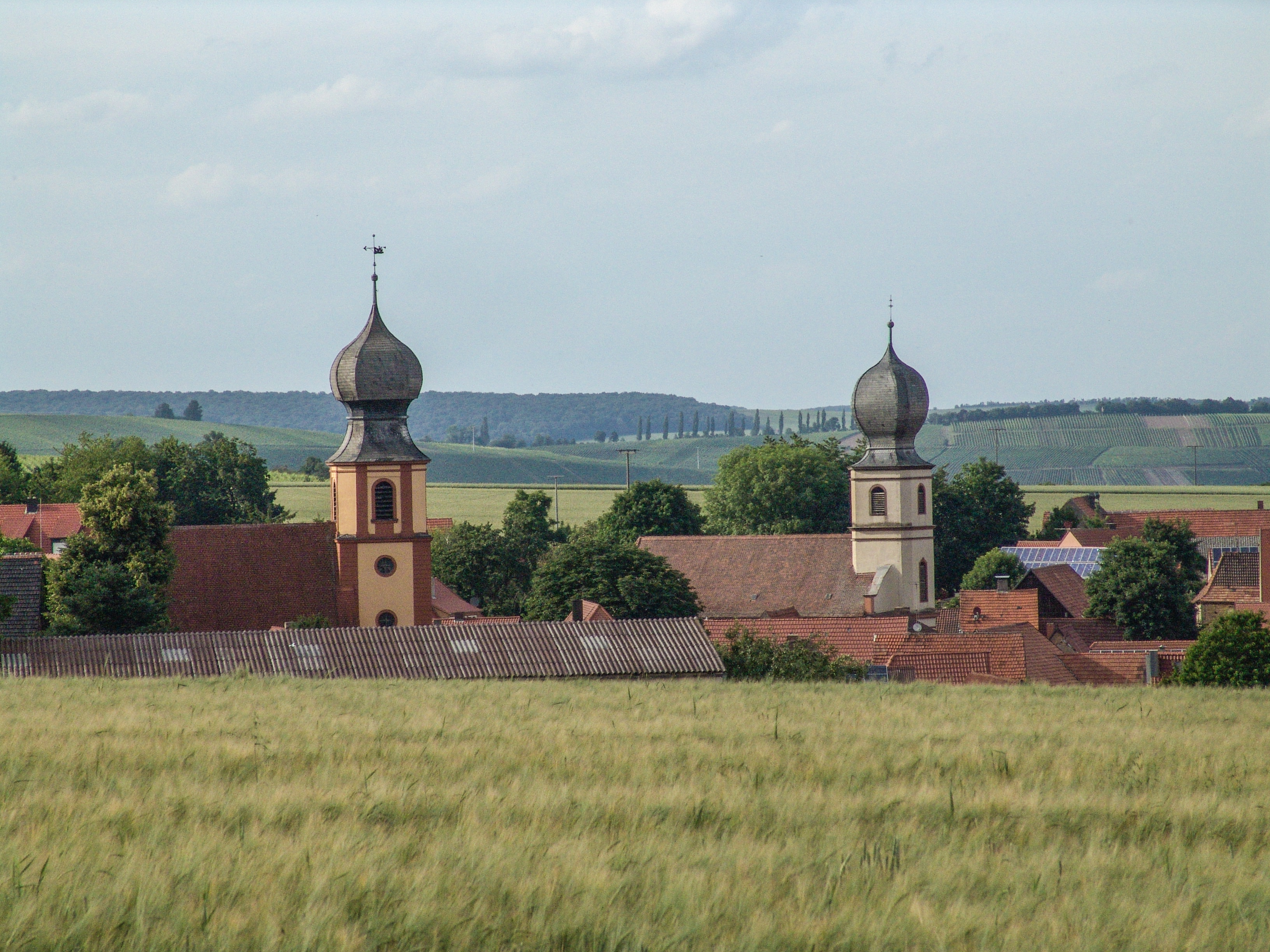
Die beiden Kirchen von Neuses am Berg

Wesentlich älter als der Wallfahrtsort ist die Augustinuskirche im Nordosten der Dettelbacher Altstadt. Wahrscheinlich geht sie bereits auf ein Gotteshaus in karolingischer Zeit zurück. Erstmals erwähnt wurde die Kirche im Jahr 1295. Die Dettelbacher Augustinuskirche präsentiert sich heute als unregelmäßige Anlage mit östlichem Polygonalchor. Der Außenbau geht weitgehend auf das 15. Jahrhundert zurück, der kleinere der beiden charakteristischen, unterschiedlichen großen Türme entstand 1578. Das Innere ist von einer Umgestaltung des Jahres 2011 geprägt. Zentrum bildet der Flügel-Altar von Michael Triegel.
Nahezu gleich alt ist die Kirche in Schernau. Sie wurde bereits 1315 zur Pfarrkirche ausgebaut. Obwohl Schernau im 16. Jahrhundert lutherisch wurde, besaß das Dorf immer auch eine katholische Bevölkerungsminderheit. Deshalb kam es immer wieder zu Streitigkeiten zwischen den Konfessionen. Diese wurden erst zu Beginn des 19. Jahrhunderts geschlichtet, als man die St. Andreas in eine Simultankirche für beide Glaubensrichtungen umwandelte. Das Gotteshaus geht auf einen Umbau der Jahre 1802/1803 zurück. Im Inneren besitzt das Gotteshaus evangelische und katholische Liturgiegegenstände.
In Neuses am Berg entstand die Nicolaikirche im Jahr 1417 als Vikarie. Nach der Reformation zerfiel aber auch hier die Bevölkerung in einen lutherischen und einen katholischen Teil. Bis 1785 bestand ein Simultaneum, danach gewährte das Reichskammergericht der katholischen Minderheit die Errichtung eines eigenen Gotteshauses. Heute bestehen im Ort zwei Kirchen, die mit ihren Zwiebelhauben einander ähneln. In der älteren evangelischen Kirche hat sich ein Taufstein aus der Zeit um 1600 erhalten. Er ist mit dem Wappen des katholischen Fürstbischofs Julius Echter von Mespelbrunn versehen.

#### Burgen und Schlösser

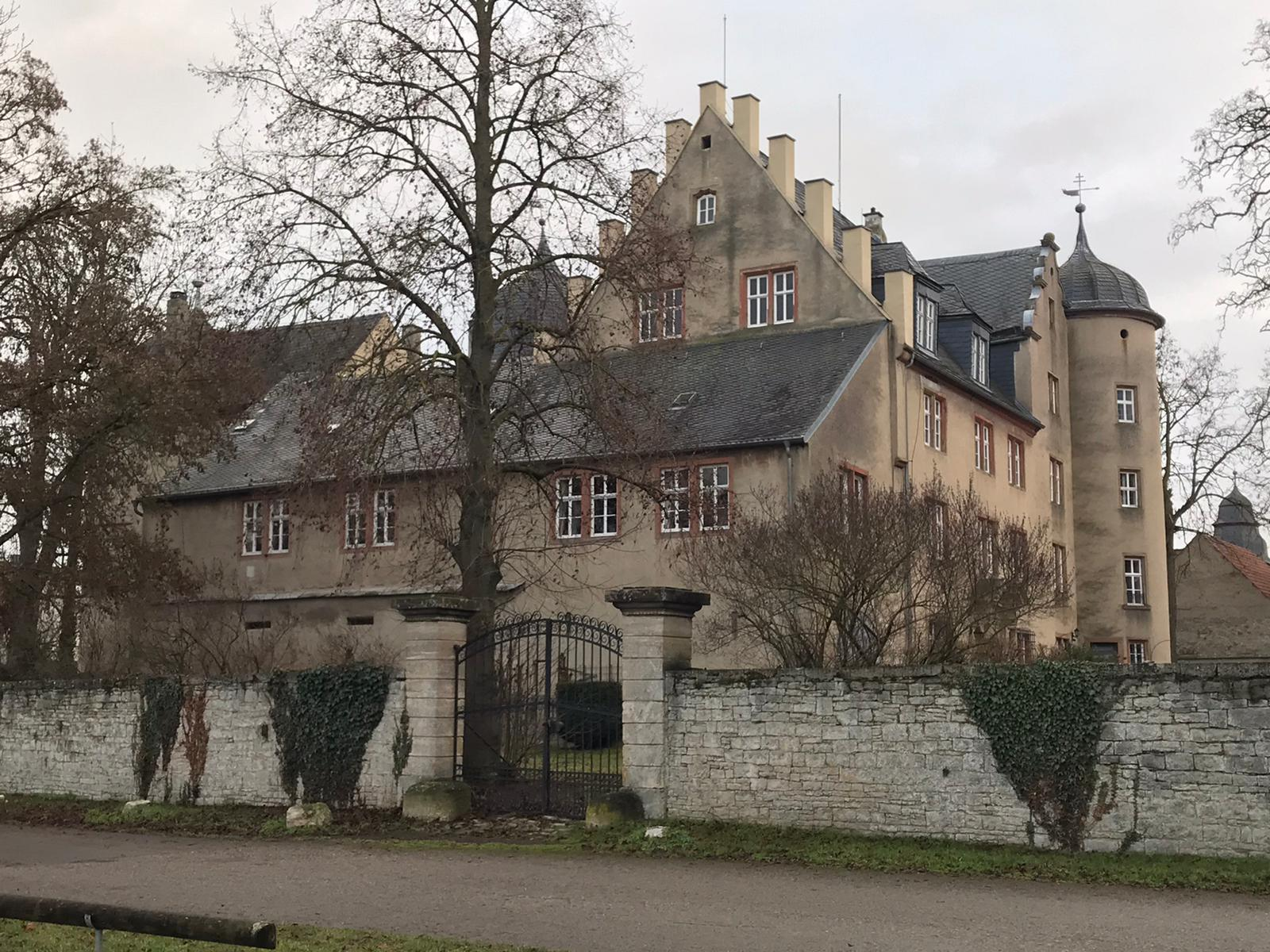
Schloss Mainsondheim

Trotz der jahrhundertelangen, herrschaftlichen Zersplitterung des heutigen Gemeindegebietes haben sich in Dettelbach nur noch wenige herrschaftliche Ansitze aus der Vergangenheit erhalten. Nur noch archäologisch nachweisbar ist stattdessen der Burgstall Dettelbach. Er bildete die Urzelle der heutigen Stadt und bestand nahe der heutigen Pfarrkirche. Zunächst als karolingischer Herrenhof genutzt, tauchte die Burg im 12. Jahrhundert als Stammsitz der Herren von Dettelbach auf. Wahrscheinlich gab man sie im 15. Jahrhundert auf. Ähnlich lückenhaft ist die Geschichte des Ansitzes in Neuses, der lediglich von lokalen Adelsgeschlechtern bewohnt war.
Erhalten haben sich dagegen nur noch drei Schlösser. Bereits aus dem 14. Jahrhundert stammt der Edelhof in Mainsondheim. Seit 1320 hatte die Familie der Fuchs von Dornheim einen Edelsitz im Dorf. Im 15. Jahrhundert entstand das Schloss. Die Gebäude des Schlosses werden größtenteils der Spätgotik zugerechnet. Ablesbar ist auch ein Herrschaftswechsel im Jahr 1727. Seit dem Aussterben der Fuchs von Dornheim war Mainsondheim und sein Schloss in den Händen der Familie der Freiherren von Mauchenheim genannt von Bechtolsheim.
In Schernau residierten die Dorfherren auch bereits seit dem Mittelalter inmitten ihrer Untertanen. Vom ersten Schloss haben sich heute allerdings keine baulichen Überreste mehr erhalten. Im Jahr 1739 errichtete man an zentraler Stelle im Ort das neue Schlösschen. Um 1748 sind hier die Herren von Künsberg nachgewiesen, bevor die Freiherren von Roman die Anlage erwarben. Das Schloss präsentiert sich als schlichter Rechteckbau des Barock, wobei es gehobene, bürgerliche Wohnformen aufgreift.
Das Bibergauer Schloss ist die jüngste der erhaltenen Anlagen in Dettelbach. Erst in der zweiten Hälfte des 16. Jahrhunderts entstand ein Vorgängerbau, ein Wasserschloss, an der gleichen Stelle wie die heutige Anlage. Im 16. und 18. Jahrhundert machte das Schloss ganz ähnliche Besitzerwechsel durch, wie sein Pendant in Mainsondheim. Zunächst saßen hier die Fuchs, dann die Familie von Mauchenheim. Von der ursprünglich wohl größeren Anlage haben sich nur der Wohnbau und ein angebauter Turm aus dem Vorgängerschloss erhalten.

#### Profanbauten

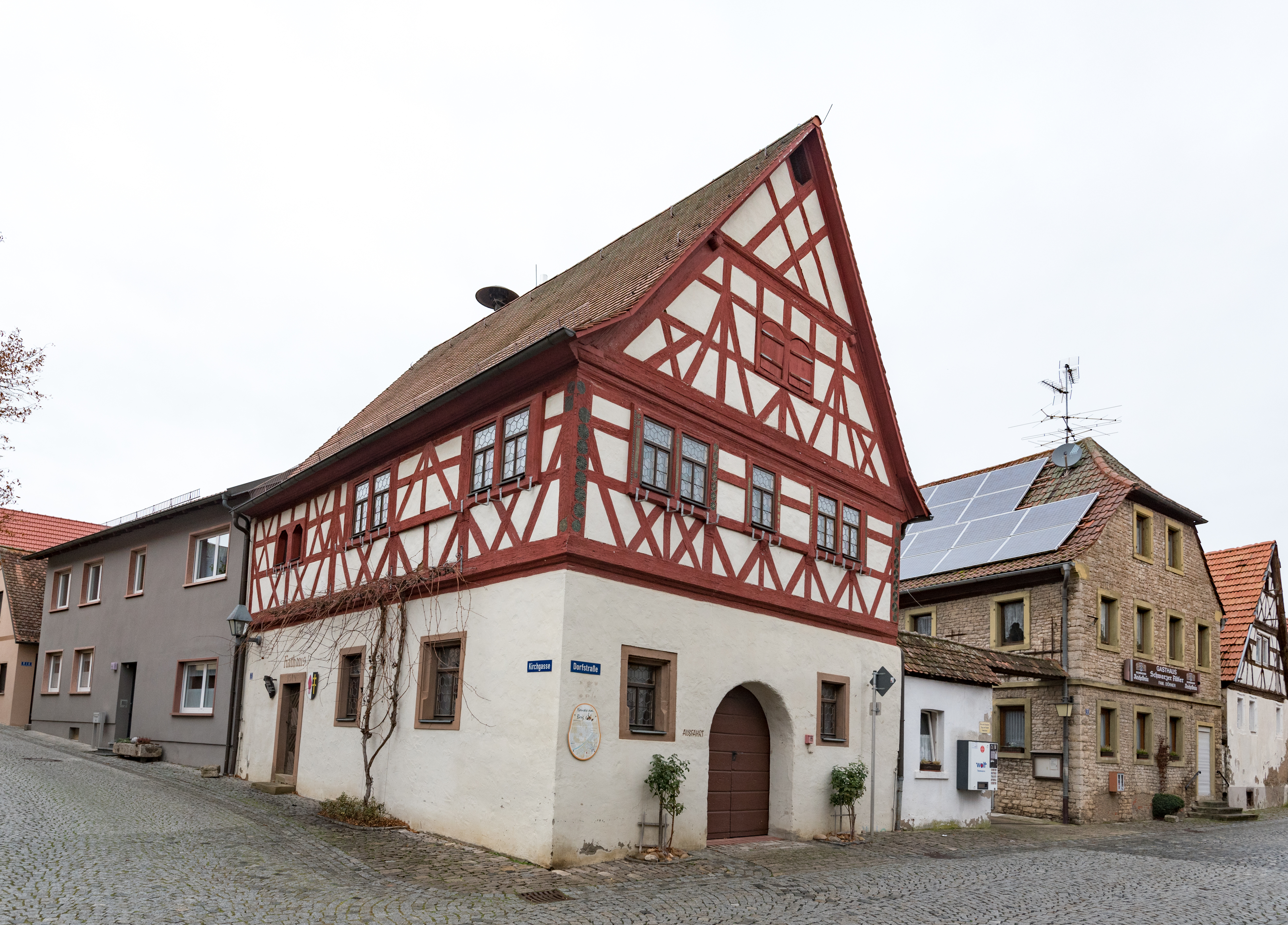
Das Rathaus in Neuses am Berg aus dem 16. Jahrhundert

Denkmalgeschützte Profanbauten haben sich vor allem im Hauptort Dettelbach, in einem weit geringen Maß auch in Neuses am Berg erhalten. Dabei bestehen in Dettelbach, insbesondere entlang der innerstädtischen Hauptstraßen Bürgerhäuser städtischen Typs, während man in den Gemeindeteilen vor allem ländliche Bauformen kennt. Besondere Bedeutung, insbesondere als Wahrzeichen der jeweiligen Orte, besitzen die beiden erhaltenen Rathäuser in Dettelbach und Neuses am Berg, in denen heute keine Verwaltungstätigkeit mehr stattfindet.
Beim Dettelbacher Rathaus handelt es sich um das älteste dieser Verwaltungsgebäude im heutigen Landkreis Kitzingen. Es entstand im Zuge der Stadterhebung am Ende des 15. Jahrhunderts. Die Lage oberhalb des Dettel-Baches im Zentrum der Siedlung ist programmatisch und soll die beiden unterschiedlich alten Stadtteile miteinander verbinden. Das Dettelbacher Rathaus präsentiert sich als dreigeschossiger Satteldachbau mit Freitreppe und Erker. Die Gestaltung insbesondere der als Schauseite entworfenen Südseite des Baus verweist auf den Übergang zwischen Spätgotik und Renaissance.
Das Dorfrathaus von Neuses am Berg geht auf die geteilte Dorfherrschaft im 16. Jahrhundert zurück. Fertiggestellt wurde das Haus im Jahr 1574, worauf eine Inschrift über einem der Türstürze hinweist. Das ehemalige Rathaus präsentiert sich als zweigeschossiger Renaissancebau mit Fachwerkobergeschoss. Es wurde giebelständig in Richtung der für die Ortsgeschichte bedeutsamen Dorfstraße errichtet und schließt mit einem Satteldach ab. Während das Erdgeschoss als Massivbau entstand, arbeitete man das Obergeschoss mi Fachwerk aus.

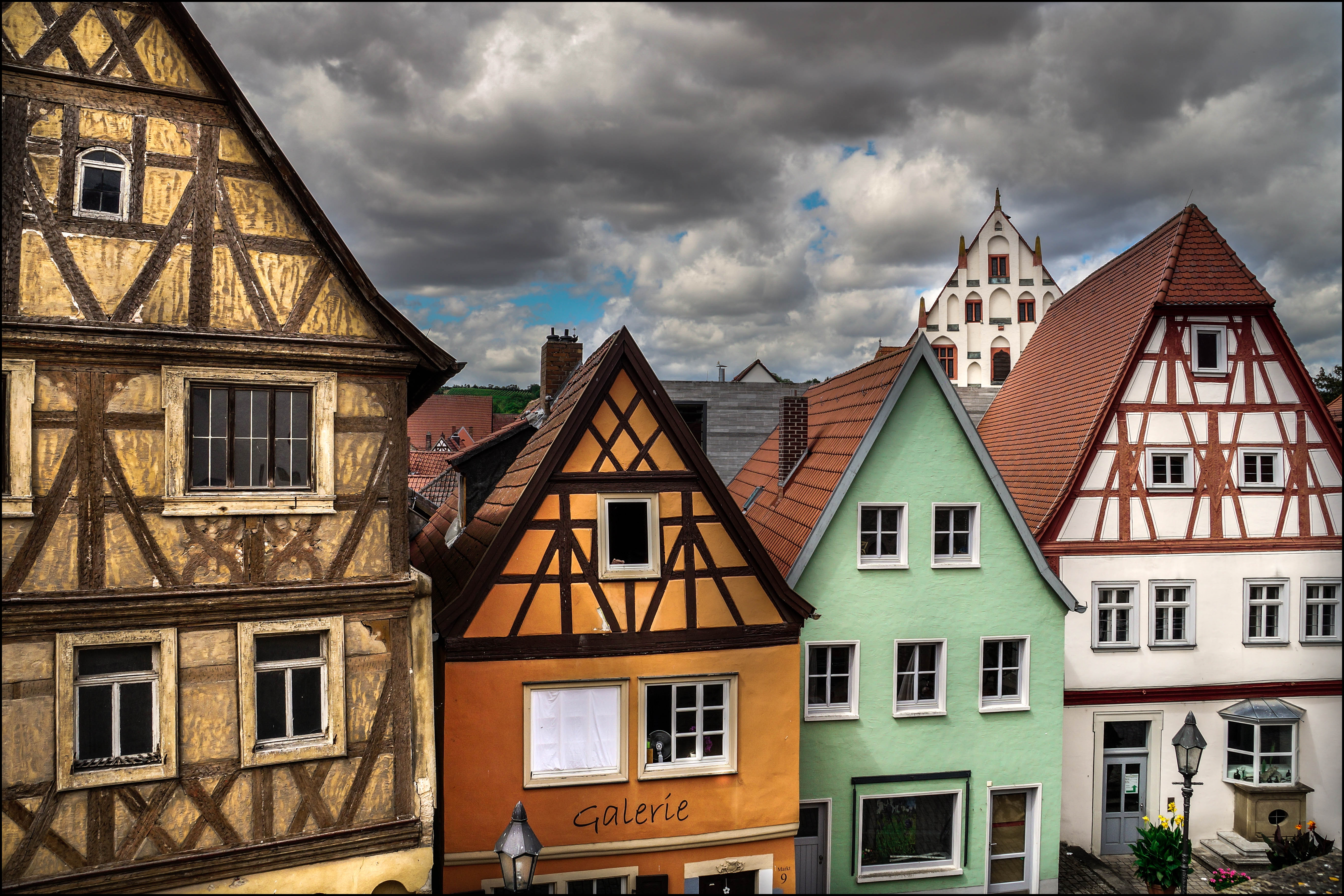
Der Markt in Dettelbach wird von einer Reihe bedeutender Hausbauten verschiedener Jahrhunderte flankiert

Die ältesten erhaltenen Wohnhäuser sind in der Altstadt von Dettelbach zu finden. Das Wohnhaus Markt 13 entstand noch vor der Stadterhebung Dettelbachs, eine Inschrift am rechten Eckpfosten datiert auf das Jahr 1478. Es präsentiert sich als zweigeschossiges Giebelhaus und schließt mit einem Krüppelwalmdach ab. Das Fachwerk des Obergeschosses weist einige Besonderheiten auf, die das Haus überregional bedeutsam machen. Zeitgleich entstand das Haus Falterstraße 9. Der Walmdachbau, der später als Benefiziatenhaus genutzt wurde, erfuhr mehrere Umbauten, sodass heute nichts an den spätmittelalterlichen Bau erinnert.
In Neuses entstanden viele der heute noch bestehenden Häuser in der Dorfstraße im 16. Jahrhundert. Hier wurden zweigeschossige Häuser erbaut, wie sie sonst in dieser Häufigkeit nur in der Stadt zu finden waren. Der Reichtum ist auf die Weinbautradition im Dorf zurückzuführen. Das Haus Dorfstraße 23 ist ein zweigeschossiger Satteldachbau in für die Hauptstraße typischer giebelständiger Bauweise. In Dettelbach entstanden zeitgleich bereits dreigeschossiger Anwesen, wie das Haus am Markt 7. Die Formen des Fachwerks waren hier reicher, weil mehr Geld für solche Schmuckelemente vorhanden war.
In den anderen Dörfern überwogen eingeschossige Kleinbauernhäuser, die teilweise Fachwerkobergeschosse besaßen. In Mainsondheim prägte das herrschaftliche Schloss mit seinem Gutshof in Form einer Hakenhofanlage das Ortsbild. In der heutigen Albertshofener Straße 4 hat sich ein Kleinbauernhaus mit Fachwerkobergeschoss aus dem 17. bzw. 18. Jahrhundert erhalten. Zierformen, die in Dettelbach selbst ab dem 18. Jahrhundert weit verbreitet waren, fanden hier nur in wichtigen Zweckbauten Anwendung. So besteht in Mainsondheim in der Albertshofener Straße 9 das ehemalige Forsthaus als Walmdachbau mit geohrten Fensterrahmungen als typischer Barockbau.
In Dettelbach greift das Haus Bohnmühlgasse 9, Eichgasse 1 am Rande des Marktes die Formen des Rokoko auf. Der im 18. Jahrhundert anhaltende Wallfahrtsboom nach Dettelbach führte zunächst zur Ansiedlung einer Wachszieherei, die Kerzen für die Kirche Maria im Sand produzierte und an die Pilger verkaufte. Außer dem dazu nötigen Bienenwachs lieferten Imker auch Honig, der bei der Herstellung von im Haus verkauftem Lebkuchen verwendet wurde. Anders als die Häuser vorhergehender Jahrhunderte entstand der Mansarddachbau in massiver Steinbauweise.

#### Bildstöcke und Kleindenkmäler
In allen katholisch geprägten Gemeindeteilen haben sich heute Bildstöcke oder Kleindenkmäler erhalten. Sie verweisen auf die Volksfrömmigkeit vergangener Jahrhunderte und wurden zur Ehre Gottes und als Wegzeichen gesetzt, oder hatten eine Mahnfunktion. Daneben befinden sich insbesondere in der Altstadt von Dettelbach auch die typisch fränkischen Hausfiguren. Der Bestand dieser Denkmäler ist durch Verfall und Vandalismus bedroht und hat sich seit der Flurbereinigung der 1970er Jahre drastisch reduziert.
Als ältester Bildstock im heutigen Stadtgebiet kann die Sieben-Köpfe-Marter oberhalb der Herz-Jesu-Höhe in Dettelbach gelten. Der Bildstock besitzt einen breiten Aufsatz, die Kanten sind mit Halbfiguren zweier Heiliger geschmückt. Das seltsame Erscheinungsbild führte in der Vergangenheit zu Verwechslungen, sodass sich heute Sagen um den Bildstock ranken. Der Stock wurde bereits im Jahr 1486 erwähnt und weist Formen der Spätgotik auf. Erst mit dem 15. Jahrhundert kamen Bildstöcke auf. → siehe auch: Sieben-Köpfe-Marter
Besonders viele Vertreter hat die Renaissance in Dettelbach hinterlassen. Dies hängt auch damit zusammen, dass in der zweiten Hälfte des 16. und zu Beginn des 17. Jahrhunderts die Wallfahrt (wieder-)entstand. Besonders viele Exemplare haben sich um die Wallfahrtskirche erhalten. Die Aufsätze sind kleingliedriger als bei den spätgotischen Stöcken. Auch die Motivwahl variiert stärker. Auf einem Stock von 1617 im Vorhof zur Kirche ist das Dettelbacher Gnadenbild dargestellt. Die Stiftungsinschrift darunter verweist auf den Spitalmeister Johann Wirtzberger und seine Familie.
Auch in Euerfeld kann die Stilgeschichte des fränkischen Bildstocks lückenlos nachvollzogen werden. In keinem anderen Gemeindeteil haben sich mehr Stöcke erhalten. Der älteste Bildstock datiert auf das Jahr 1565 und geht auf eine Stiftung des Häckers und Bauern Engel(bert) Reus zurück. Der Stifter hat sich auf einer Inschrift auf dem Bildstock auch verewigen lassen. Er fand Aufstellung direkt neben der Michaelskirche im Südosten des Dorfes. → siehe auch: Kreuzigungsbildstock (Euerfeld, 1565)
Nach dem Dreißigjährigen Krieg differenzierten sich die Bildstocktypen weiter aus. Nun etablierten sich Freifiguren, wie die sogenannten Kreuzschlepper, die häufig auf hohen Säulen angebracht wurden. Im 19. Jahrhundert wurden auch die Kruzifixe immer beliebter. An der Wende zum 20. Jahrhundert entstand auf der Dettelbacher Herz-Jesu-Höhe eine 4 Meter hohe Säule, auf der man eine Jesusstatue anbrachte. Sie ist heute beliebter Anlaufpunkt von Flurprozessionen. → siehe auch: Herz-Jesu-Denkmal (Dettelbach)

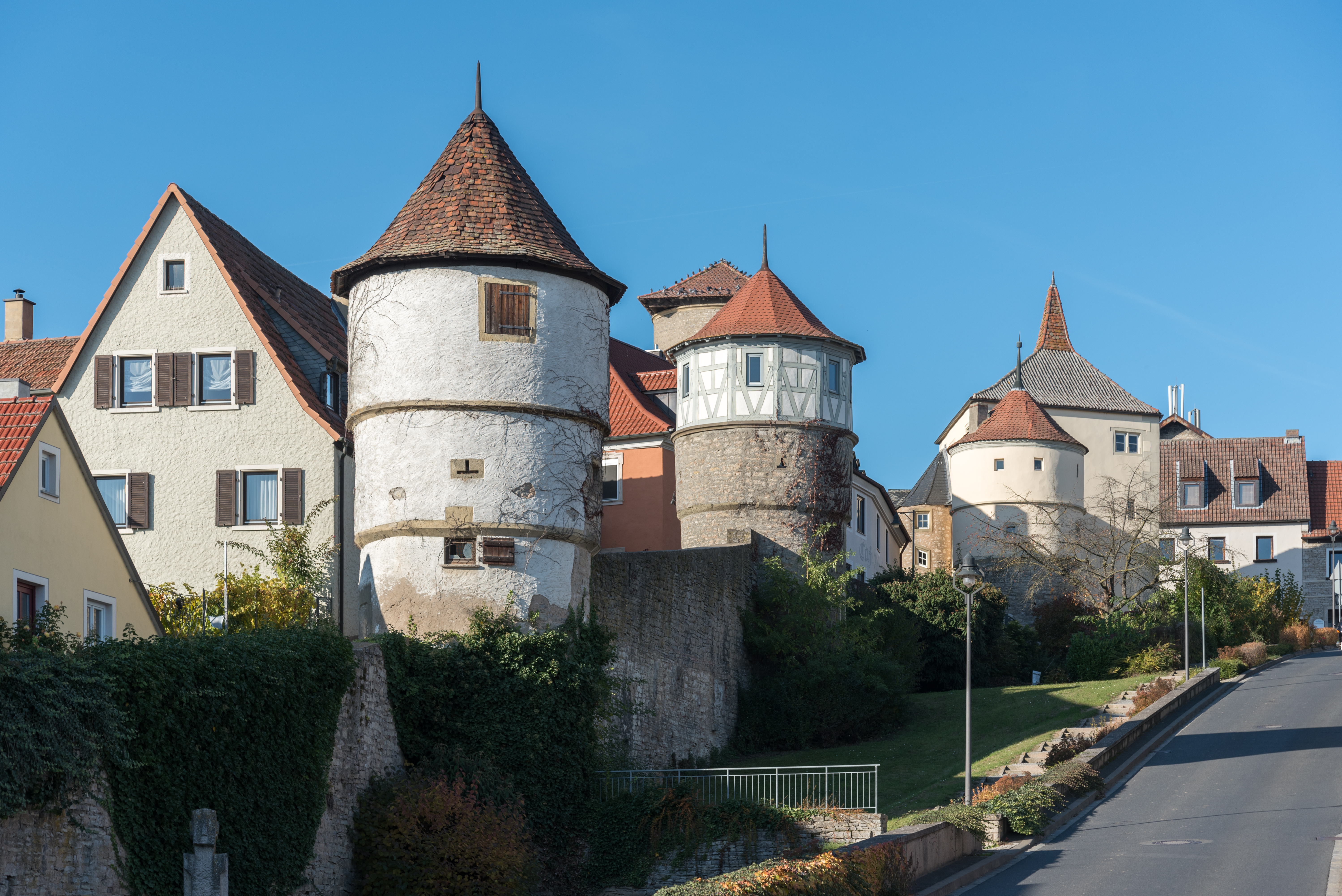
Die östlichen Abschnitte der Stadtbefestigung in Dettelbach
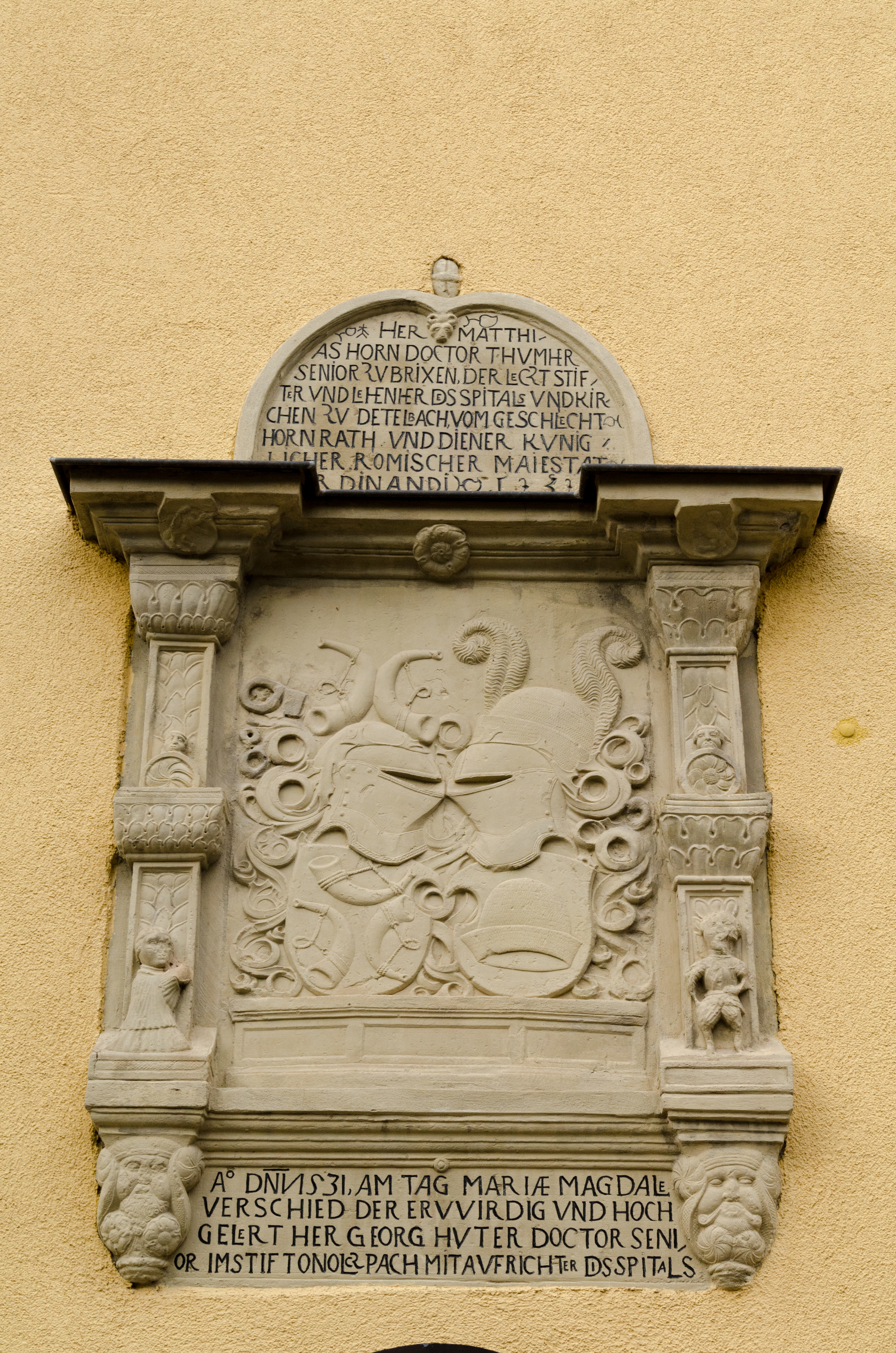
Inschriftentafel am Hornschen Spital in Dettelbach
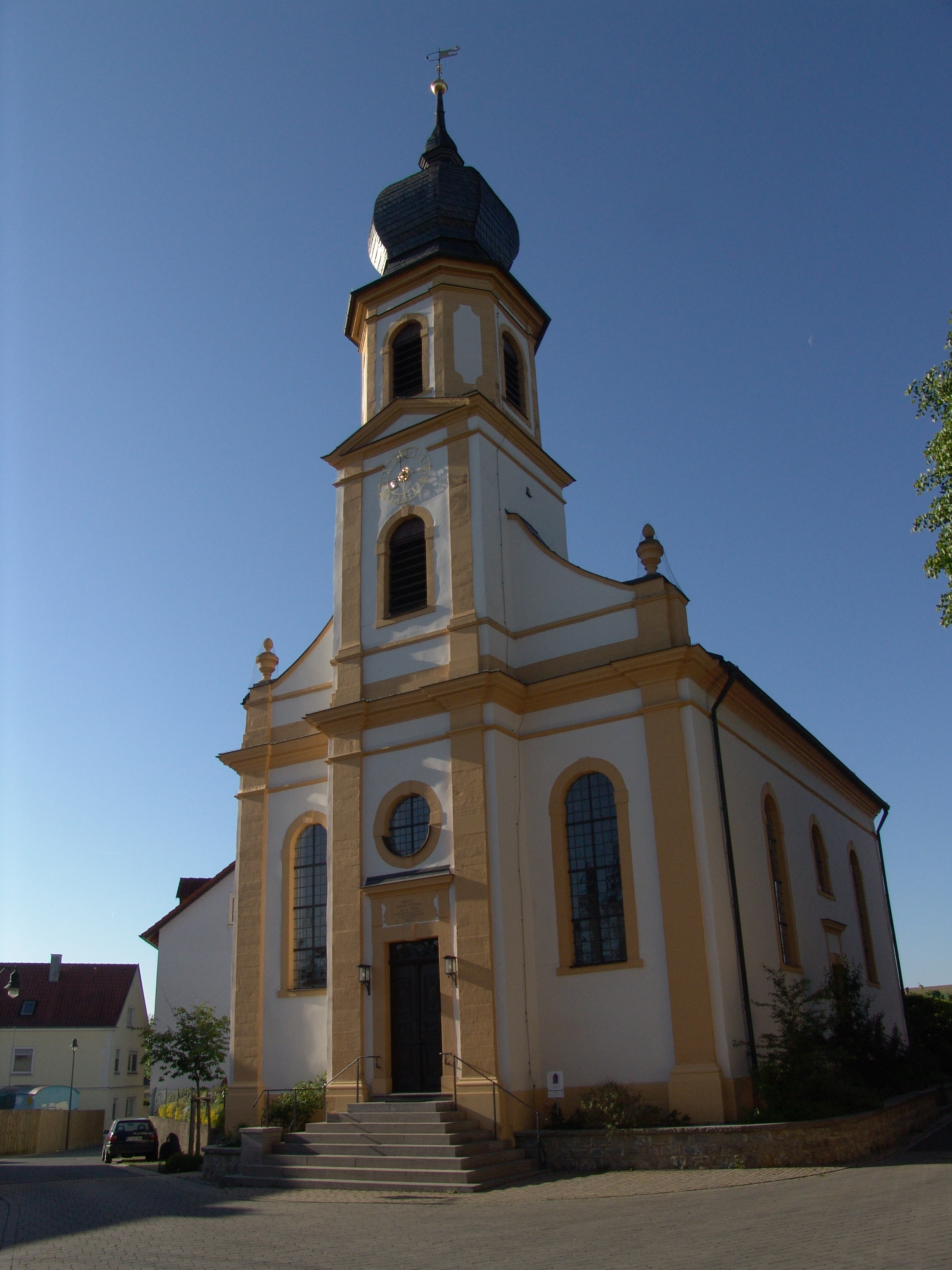
Die Andreaskirche in Schernau
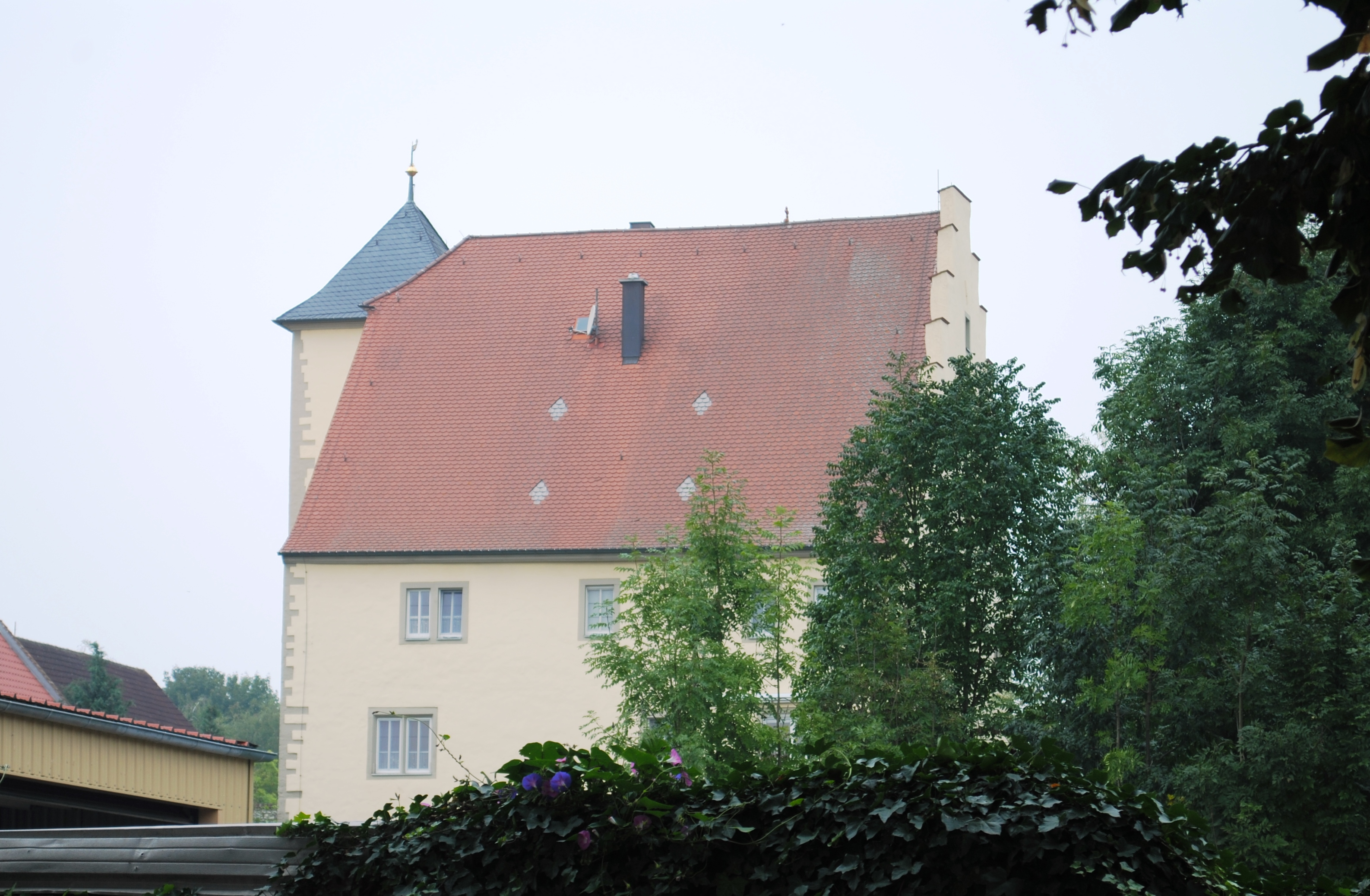
Das Schloss in Bibergau
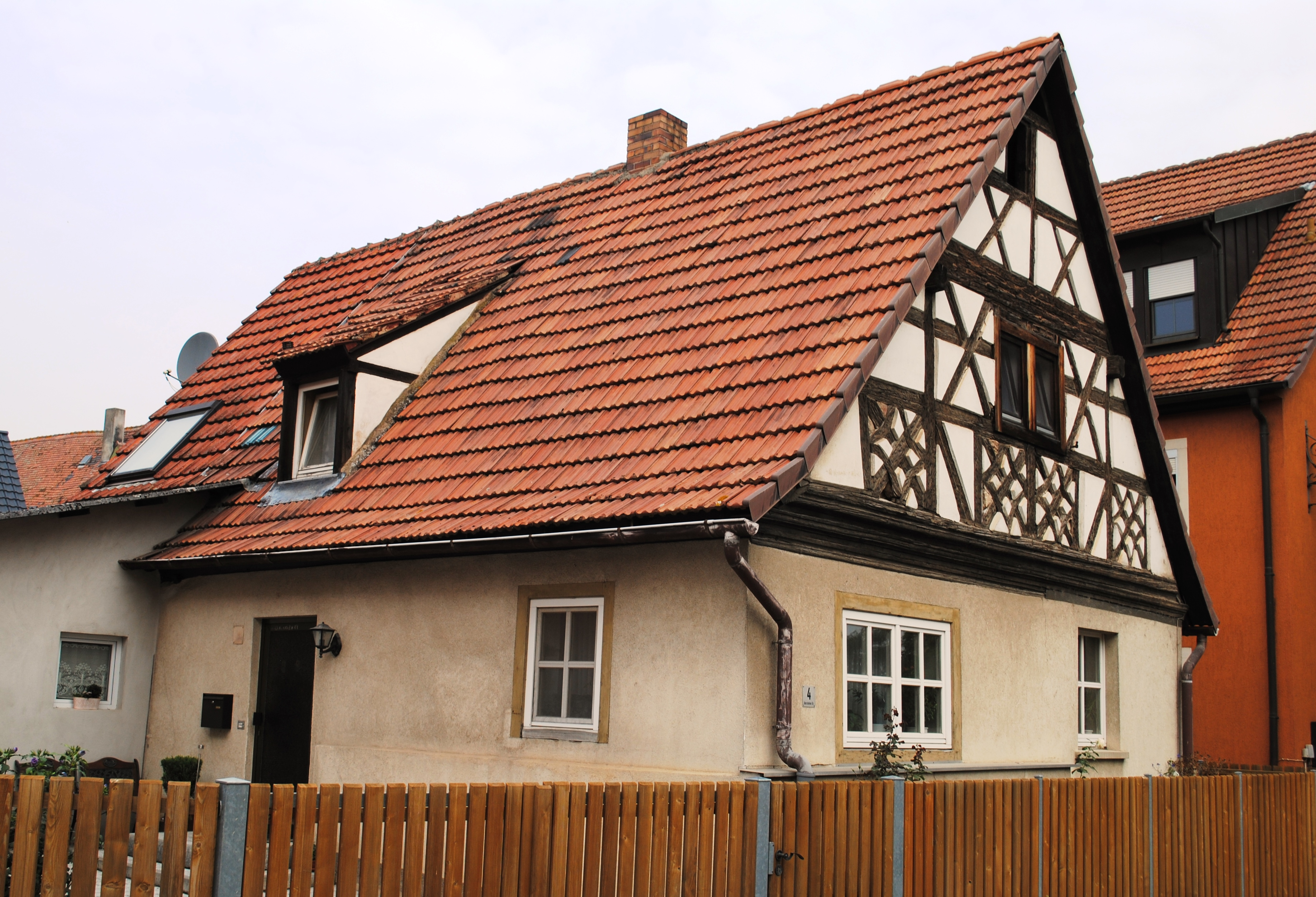
Albertshofener Straße 4 in Mainsondheim
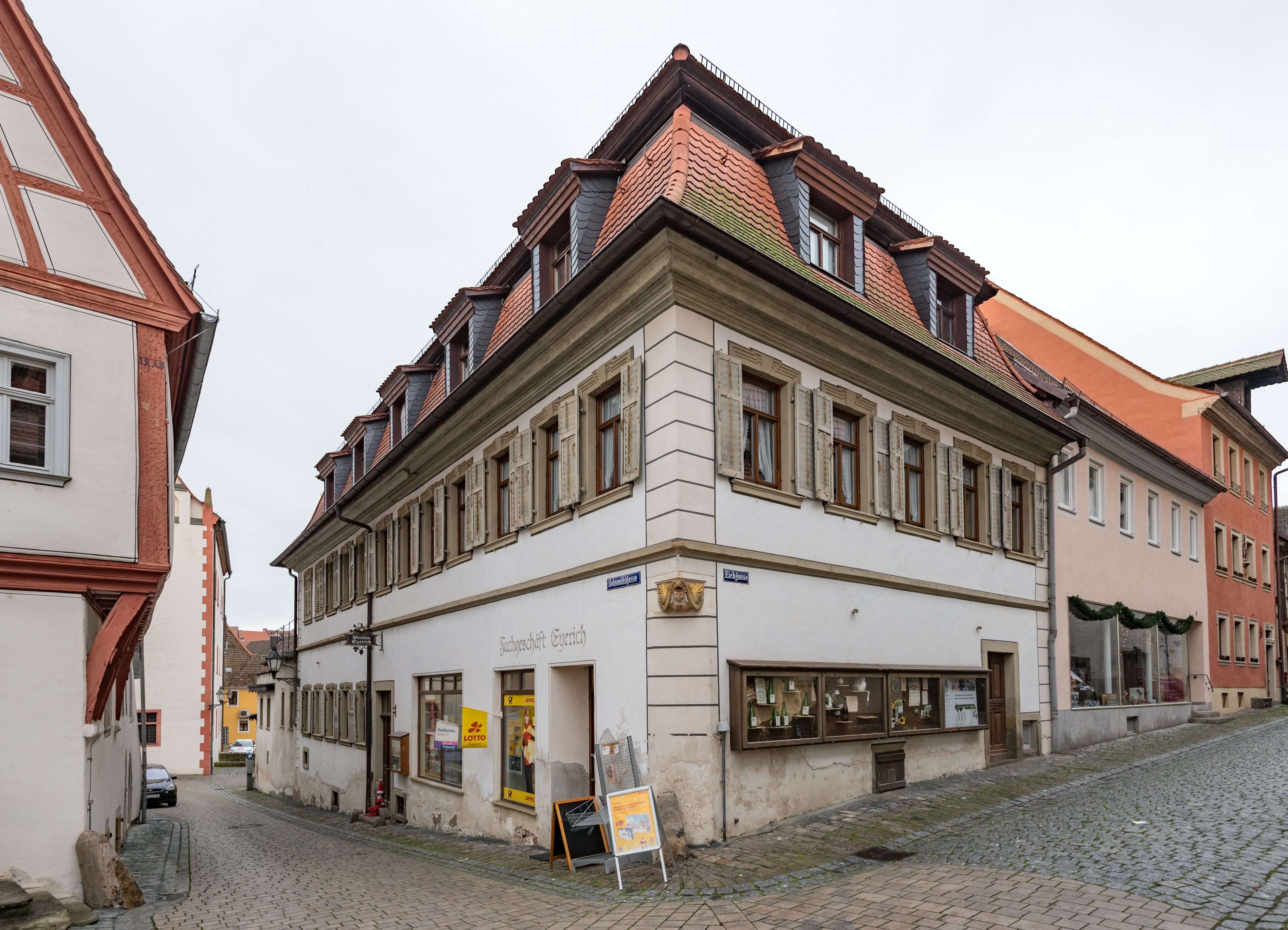
Das Barockhaus Bohnmühlgasse 9, Eichgasse 1 in Dettelbach
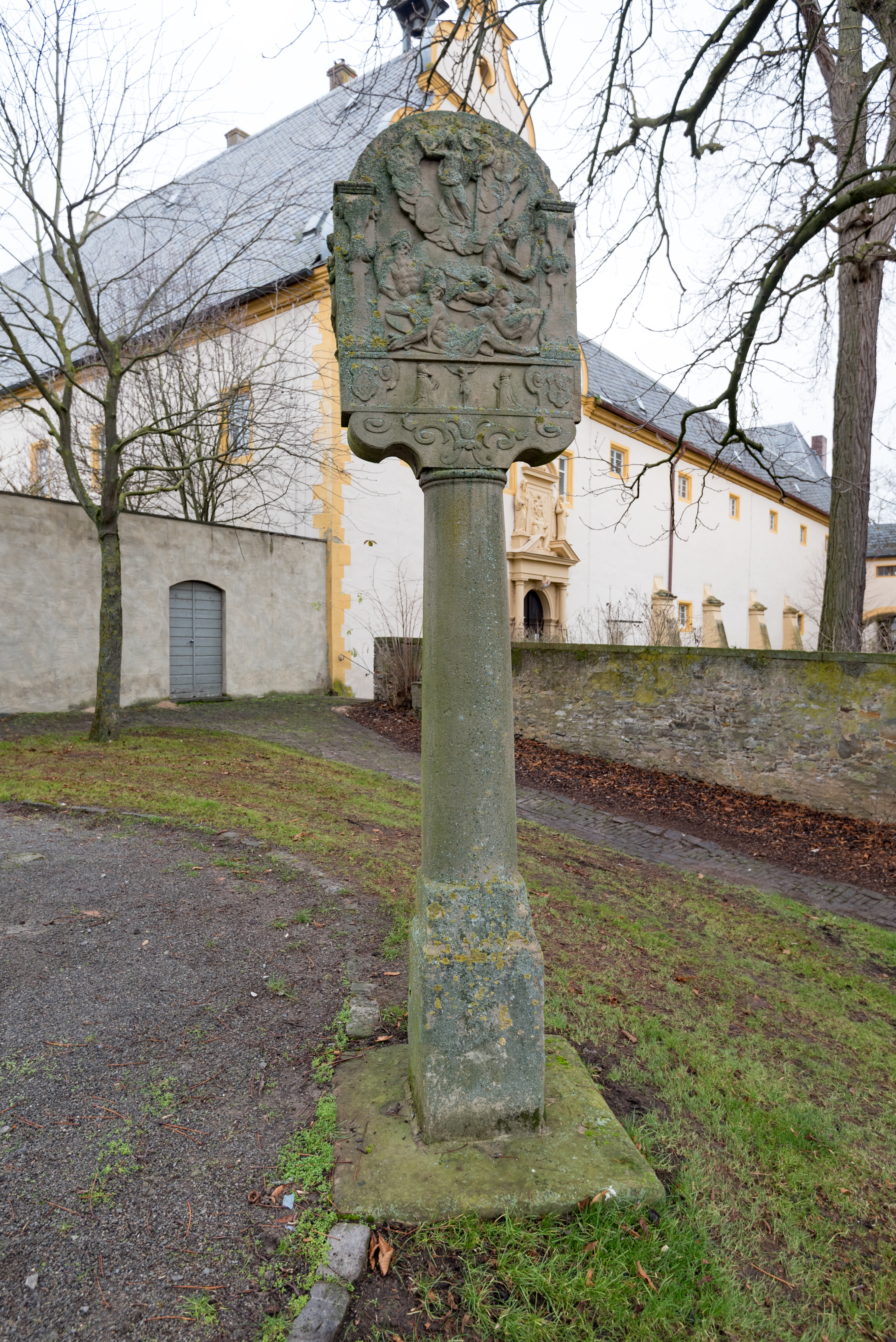
Bildstock von 1617 am Dettelbacher Wallfahrtsweg

### Museen
- Museum der Heimatgruppe Haslau und Umgebung im Kirchnerhaus
- Handwerkermuseum im Faltertor
- Museum „Pilger & Wallfahrer“ Dettelbach im KUK

### Mühlen

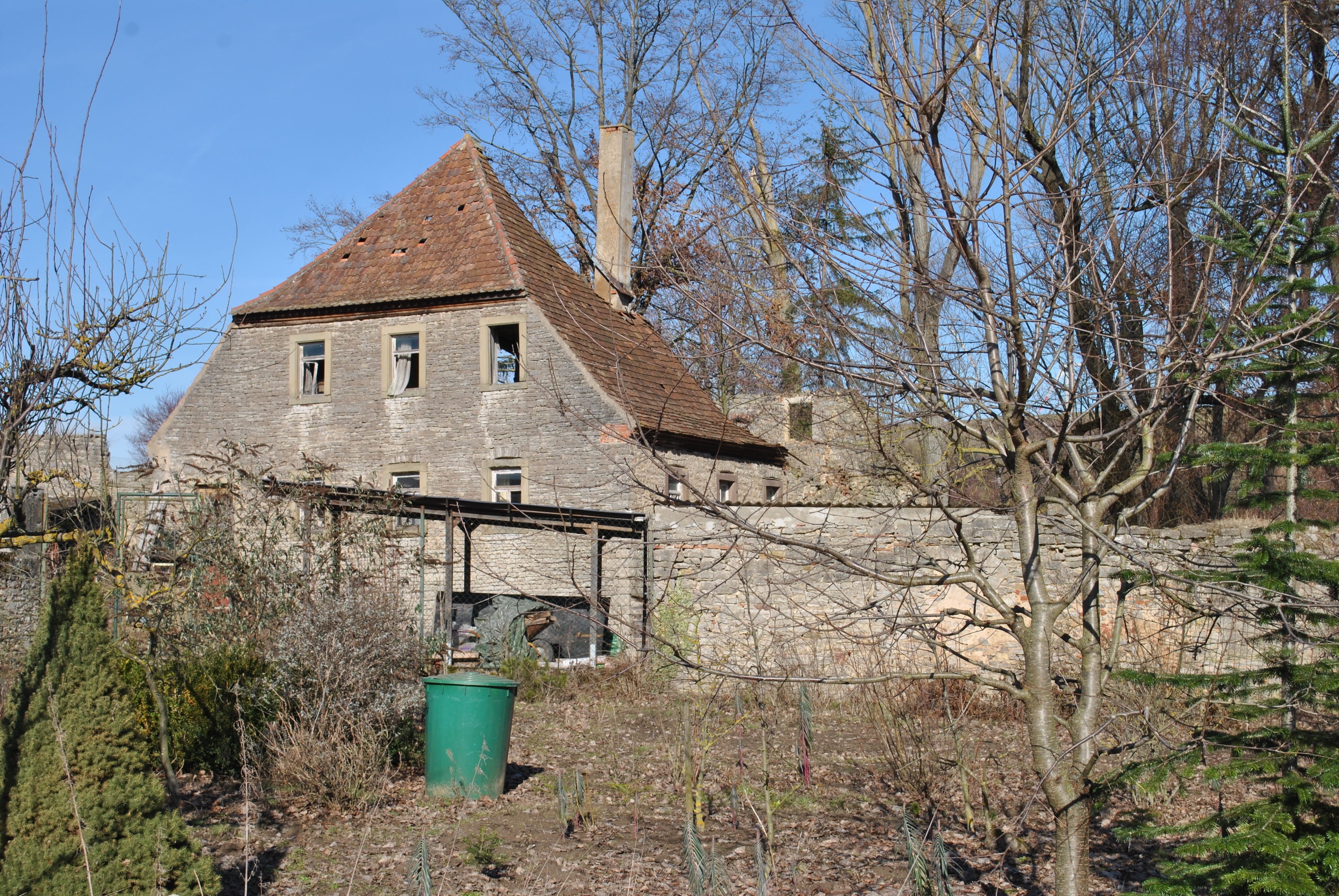
Die Überreste der Küffleinsmühle

Dettelbach und seine Ortsteile besaßen bis in die Mitte des 20. Jahrhunderts eine besonders große Anzahl an Mühlen. Die beiden kleineren Bäche Dettel- bzw. Brücker Bach und Bibergauer Mühlbach eigneten sich besonders gut zur Anlage einer Mühle. Die älteste Mühlen wurden bereits in der Mitte des 15. Jahrhunderts errichtet, allerdings dauerte es noch einige Jahre, bis sie erstmals urkundlich Erwähnung fanden. Ab dem 17. Jahrhundert setzte ein Bevölkerungswachstum ein, mehr Mühlen entstanden, um die Bevölkerung mit Mehl zu versorgen.
Den großen wirtschaftlichen Einfluss der Mühlen machen auch zwei Getreideordnungen deutlich, die von Fürstbischof Julius Echter von Mespelbrunn in den Jahren 1591 und 1612 erlassen wurden. Die Mühlen brachten dem Stadtherren zwar hohe Renditen in Form von Zinsen und erfüllten eine wichtige Versorgungsfunktion. Allerdings führte die große Anzahl an Mühlen auch immer wieder zu rechtlichen Auseinandersetzungen.
Im 19. Jahrhundert gerieten die kleinen Mühlbetriebe in Dettelbach zunehmend durch größere in wirtschaftliche Bedrängnis. Man begann die Mühlen mit neueren Antriebsarten auszustatten, um die Rentabilität zu erhöhen. Zu dieser Zeit entstanden auch meist die heute noch vorhandenen Bruchsteinhäuser als Hauptgebäude. In der ersten Hälfte des 20. Jahrhunderts begann das große Mühlensterben um Dettelbach. Die kleinen Betriebe gingen nach und nach ein, heute bestehen keine Mühlen mehr um die Stadt.
Im Ort waren zeitweise vier Mühlen zu finden, von denen die Bohnmühle noch bis in die 1980er Jahre betrieben wurde. Am nördlich der Stadt gelegenen Dettel- bzw. Brücker Bach standen drei Mühlen, insgesamt fünf Betriebe waren entlang des Bibergauer Mühlbaches aufgereiht. Daneben hatten mehrere Ortsteile auch Mühlen, die häufig schlicht Dorfmühle genannt wurden. Die Mühle in Schnepfenbach war während Mittelalter und Früher Neuzeit wichtigster Mehllieferant für das Amt Prosselsheim.

### Spaziergänge
Der 2005 im Rahmen eines durch den Künstler Roger Bischoff veranstalteten Bildhauersymposiums entstandene Skulpturenweg Pilgervolk führt von der Altstadt zur Wallfahrtskirche.
Entlang der Stadtmauer verläuft ein Weg rund um die Altstadt vom Süden (Ortseinfahrt von der Staatsstraße 2450) zum Faltertor im Nordosten bis zur Stadtkirche im Zentrum.
Ein 2009 eröffneter Sagen- und Mythenweg führt südwestlich der Staatsstraße 2450 von der Egerländer Straße durch die Weinberge bis zur Straße Am Spielberg. Im Verlauf von zwei Kilometern werden auf zwölf Schautafeln Rebsorten, Lagen der Dettelbacher Weingüter, Windschutzhecken, Prall- und Gleithang des Mains, ökologischer Weinbau und wissenswertes (Sagen und Mythen) aus Dettelbach vorgestellt. Der Grenzstein „Sieben-Köpfe-Marter“ nach der Hälfte des Weges stellt auf seiner Schmalseite die Sage von der Köpfung von sieben Aufständischen dar.

### Dettelbacher Muskatzine

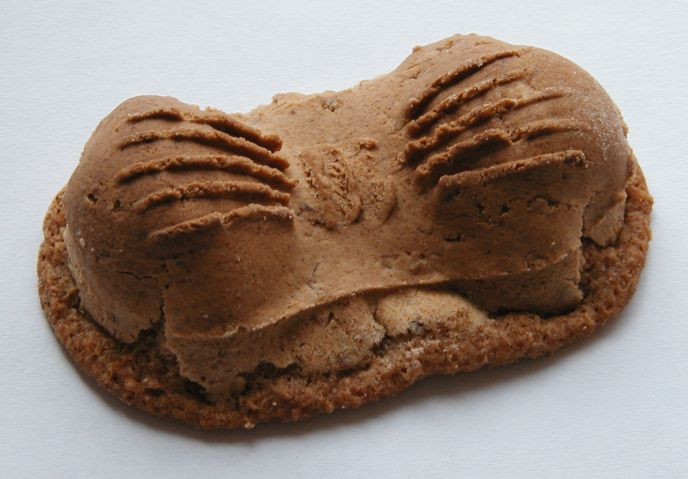
Eine einzelne Dettelbacher Muskazine

In der Blütezeit der Dettelbacher Wallfahrt, zu Beginn des Historismus, suchte der Dettelbacher Zuckerbäcker Urban Degen nach einer besonderen Leckerei für die zahlreichen Pilger. 1850 kreierte er ein Gebäck aus Muskat und weiteren edlen Gewürzen und nannte es Muskazine. Aufgrund seiner Vorliebe für elegante Kleidung – er galt als der bestgekleidete Zuckerbäcker der Region – wählte er für das Gebäck die Form einer gebundenen Krawattenschleife (Fliege). Dafür schnitzte er eine eigene Holzform, mit der er den Teig in die charakteristische Form brachte. Vor seinem Tod übergab Urban Degen das Rezept an seine Berufskollegen in Dettelbach – mit der Auflage, die Originalrezeptur ausschließlich an direkte Nachfolger weiterzugeben. Die Dettelbacher Muskazine ist heute eine lokale Spezialität. Hauptzutat ist Muskat, ergänzt durch Honig, Mandeln, Marzipan, Zucker, Nüsse, Mehl, Backpulver sowie Gewürze wie Nelken, Zimt, Kardamom. Das Gebäck wird das ganze Jahr über hergestellt.
Bis weit in die 70er-Jahre war auch ein Gebäckstück in Form einer Judensau in einer örtlichen Bäckerei erhältlich, welches ebenfalls mit einer Modelform ausgestochen wurde.

## Wirtschaft und Infrastruktur

### Wirtschaft
Neben dem Hauptort betreiben auch die Ortsteile Weinbau, bekannteste Lage ist dabei der Neuseser Glatzen. Weitere wichtige Agrarerzeugnisse sind Obst, Zuckerrüben und vermehrt Raps und Sonnenblumen zur Ölgewinnung.
Zu Dettelbach gehört der an der Grenze zum Landkreis Würzburg liegende Mainfrankenpark, der unter anderem ein Multiplex-Kino, ein 3-D-Kino (im ehemaligen IMAX-Gebäude), ein Bowling-Center und diverse Restaurants zu bieten hat. Neben den Freizeitstätten bietet der Mainfrankenpark Gewerbeflächen für unterschiedliche Unternehmen. Ein weiteres, älteres Industriegebiet (Industriegebiet Ost) liegt direkt vor den Toren der Stadt (am Main). Hier werden hauptsächlich Baustoffe erzeugt.
Von Bedeutung ist auch der Fremdenverkehr, der mit Beginn der Wallfahrten zu Maria im Sand, eine 500-jährige, ungebrochene Tradition hat. Heute gewinnen allerdings Fahrradtouristen und Weinliebhaber an Bedeutung.

### Weinbau
Dettelbach ist heute bedeutender Weinbauort im Anbaugebiet Franken. Insgesamt zwei Weinlagen existieren um das Dorf, der Wein wird seit den 1970er Jahren unter den Namen Dettelbacher Berg-Rondell und Dettelbacher Sonnenleite vermarktet. Daneben besteht mit dem Dettelbacher Honigberg eine eigene Großlage. Dettelbach ist Teil des Bereichs Volkacher Mainschleife, bis 2017 waren die Winzer im Bereich Maindreieck zusammengefasst. Die Muschelkalkböden um Dettelbach eignen sich ebenso für den Anbau von Wein, wie die Lage in der Maingauklimazone, die zu den wärmsten Deutschlands gehört.

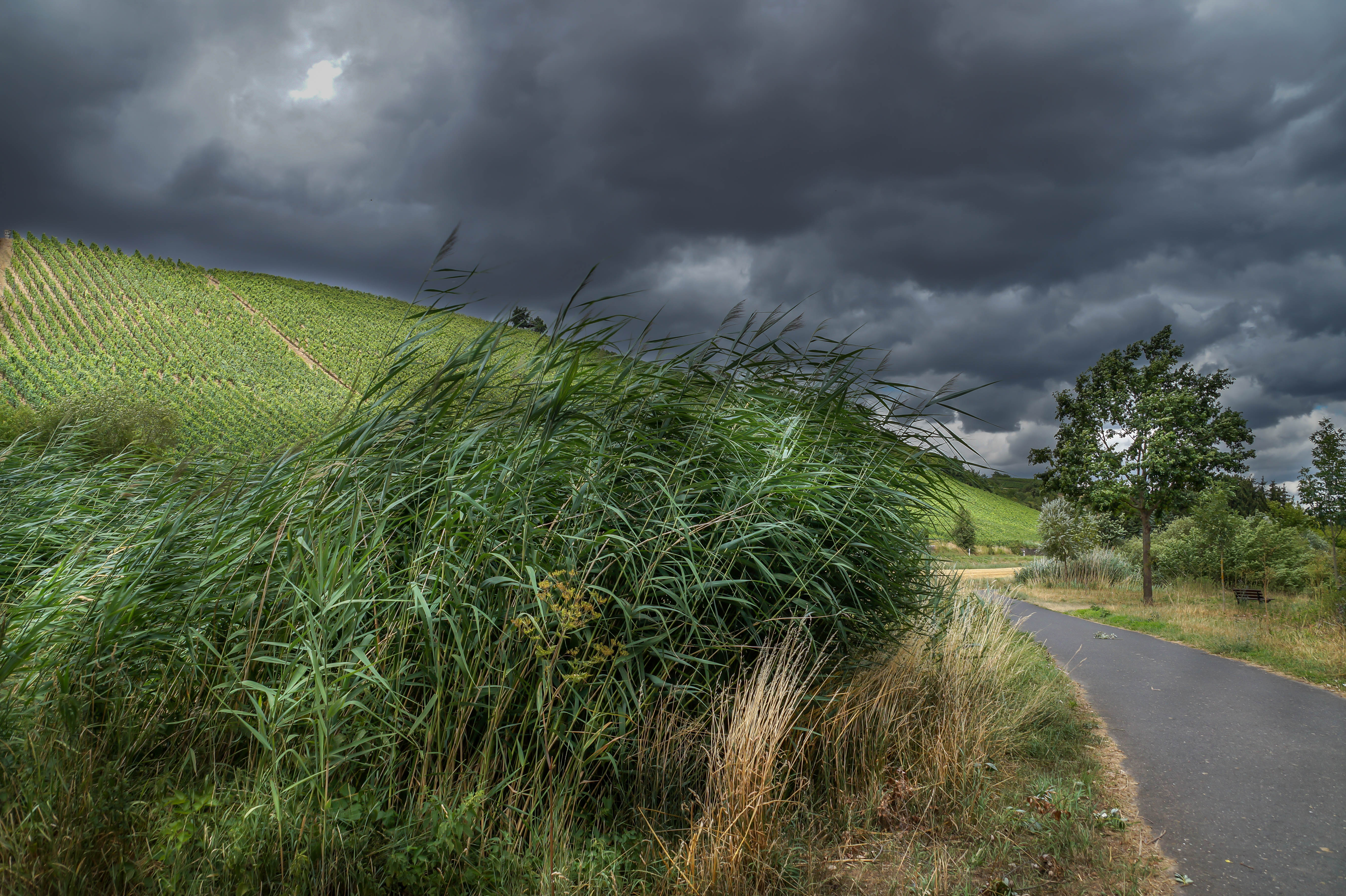
Weinberge in der Nähe von Dettelbach

Bereits seit dem Frühmittelalter betreiben die Menschen um Dettelbach Weinbau. Die fränkischen Siedler brachten wohl im 7. Jahrhundert die Rebe mit an den Main. Im Mittelalter gehörte die Region zum größten zusammenhängenden Weinbaugebiet im Heiligen Römischen Reich. Die Menschen betrieben zumeist Nebenerwerbsweinbau zur Selbstversorgung, gleichzeitig bildeten sich bereits Exportzentren insbesondere entlang des Maines heraus.
Der Weinbau in Dettelbach wurde erstmals am Ende des 15. Jahrhunderts fassbar, als das Würzburger Salbuch insgesamt „70 Acker Weingarten“ in Dettelbach verzeichnet. Bis zum Ende des Mittelalters bestanden um den Ort wohl fast 500 ha Weinreben. Mit dem Dreißigjährigen Krieg sank die Zahl dann drastisch, so dass 1638 nur noch rund 180 ha mit Reben bestockt waren. Dettelbach exportierte den Wein auch, allerdings wurde überwiegend für den Eigenbedarf auf kleinen Flächen angebaut.
Der Weinbau erlebte nach der Säkularisation zu Beginn des 19. Jahrhunderts einen umfassenden Niedergang. Vor allem klimatisch weniger begünstige Lagen gab man vollständig auf. Zusätzlich erschwerte das Aufkommen von Schädlingen wie der Reblaus den Anbau. So waren 1914 nur noch 56 ha um Dettelbach mit Reben besetzt. Konsolidieren konnte sich die Weinbauregion Franken erst wieder in der zweiten Hälfte des 20. Jahrhunderts. Der Einsatz von Düngern und verbesserte Anbaumethoden hatten dazu ebenso beigetragen wie die Organisation in Genossenschaften und die Flurbereinigung der 1970er Jahre.
Mit über 200 ha (2017, Hauptort und Ortsteile) bzw. 93 ha (1980, Hauptort) ist Dettelbach heute die siebtgrößte, weinbautreibende Gemeinde des Anbaugebietes Franken. Sinnfälligstes Symbol für den Wiederaufstieg des Weinbaus ist das sogenannte Altstadt-Weinfest, das jährlich Ende Juni vor dem Rathaus gefeiert wird und zu den größeren Festen in Anbaugebiet zählt. Daneben prägen die Heckenwirtschaften der ansässigen Weingüter in den Frühlings- und Sommermonaten den Ort.
| Weinlage     | Größe 1993 | Himmelsrichtung | Hangneigung | Hauptrebsorten           | Großlage               |
| ------------ | ---------- | --------------- | ----------- | ------------------------ | ---------------------- |
| Berg-Rondell | 80 ha      | Südosten        | 25–50 %     | Silvaner, Müller-Thurgau | Dettelbacher Honigberg |
| Sonnenleite  | 75 ha      | Süden           | 20–25 %     | Müller-Thurgau           | Dettelbacher Honigberg |

### Tourismus
Dettelbach gilt als beliebtes Ferienziel im Landkreis Kitzingen. Um den Tourismus in der Region weiter zu stärken, gründeten die Gemeinden Gerolzhofen, Volkach, Kitzingen, Iphofen und Dettelbach Die gastlichen Fünf. In der Stadt gibt es ein Angebot von 350 Gästebetten in Hotels, Privatzimmern und Ferienwohnungen.
Im Sommer 2020 kamen viele Ausflügler nach Dettelbach, die wegen der COVID-19-Pandemie nicht in Urlaub fahren konnten oder wollten.

### Verkehr
Dettelbach wird von der Staatsstraße 2450 durchquert. Der Bahnhof Dettelbach liegt etwas außerhalb des Kernortes nahe dieser Straße an der Bahnstrecke Fürth–Würzburg.
Abgebaut wurde die Bahnstrecke Dettelbach Bahnhof–Dettelbach Stadt über Bibergau. Zwischen Bibergau und Dettelbach Stadt verläuft in der Talsenke ein direkter asphaltierter, landwirtschaftlicher Weg, der an Sonntagen für den Fahrzeugverkehr gesperrt ist und dann als Wanderweg genutzt werden kann.
Die Stadt liegt am Main. An der Gemarkungsgrenze verlaufen die Autobahnen A 3 (Ausfahrten Dettelbach Ost und West) und A 7. Diese treffen sich am Biebelrieder Kreuz. Ebenfalls in der Nähe verlaufen die Bundesstraße 8 und die Bundesstraße 22.
Über die Mainfähre Mainsondheim ist Dettelbach mit dem Ortsteil Mainsondheim verbunden.
Durch Dettelbach verläuft der Fränkische Marienweg.

### Schulen
In Dettelbach befinden sich eine Grund- und Hauptschule, die Rudolf-von-Scherenberg Volksschule sowie eine überörtliche Realschule, die Staatliche Realschule Dettelbach. Die nächsten Gymnasien sind das Egbert-Gymnasium in Schwarzach (sechs Kilometer) und das Armin-Knab-Gymnasium in Kitzingen (zehn Kilometer).

### Sport
Dettelbach verfügt über mehrere Tennisplätze, einen Fußballplatz, einen Sandplatz für Beachvolleyball, eine Mehrzweckhalle mit Kegelbahn und ein Schwimmbad. Auf der gegenüberliegenden Mainseite in der eingemeindeten Ortschaft Mainsondheim befindet sich ein 18-Loch-Golfplatz. Die flachen Fahrradwege am Ufer des Mains werden auch häufig von Inline-Skatern genutzt; auf dem Main kann man mit geliehenen Kanus fahren (Kanuverleih).
Überregionale Bekanntheit erlangt Dettelbach durch das alljährlich stattfindende U16-Junioren Hallenturnier mit zahlreichen Jugendteams von Vereinen der 1. und 2. Fußball-Bundesliga. Das Turnier gilt nach dem Freeway-Cup in Lübbecke als das bestbesetzte Turnier Deutschlands in dieser Altersstufe.

### Bilder aus Dettelbach

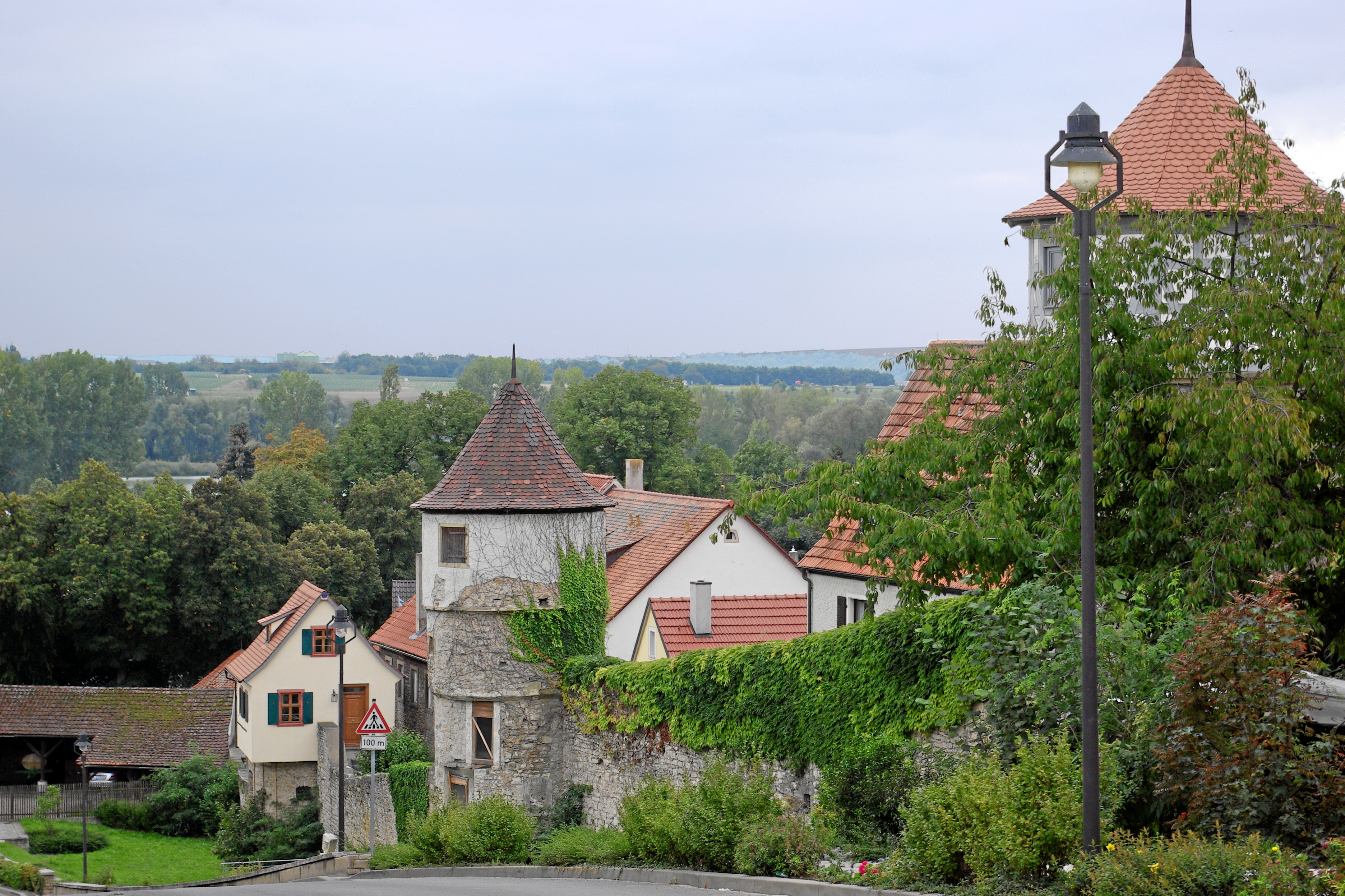
Reste der Stadtbefestigung
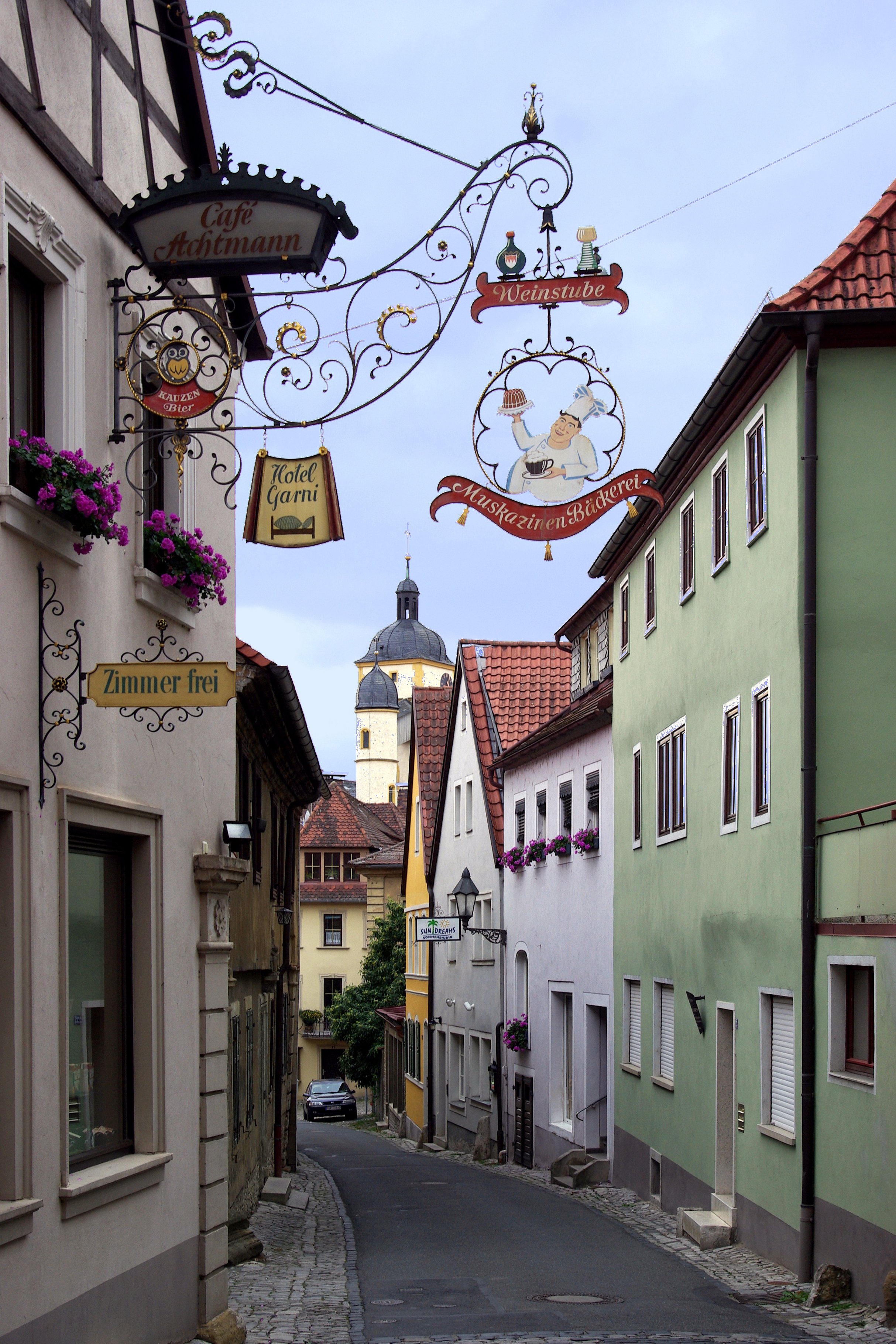
Falterstraße
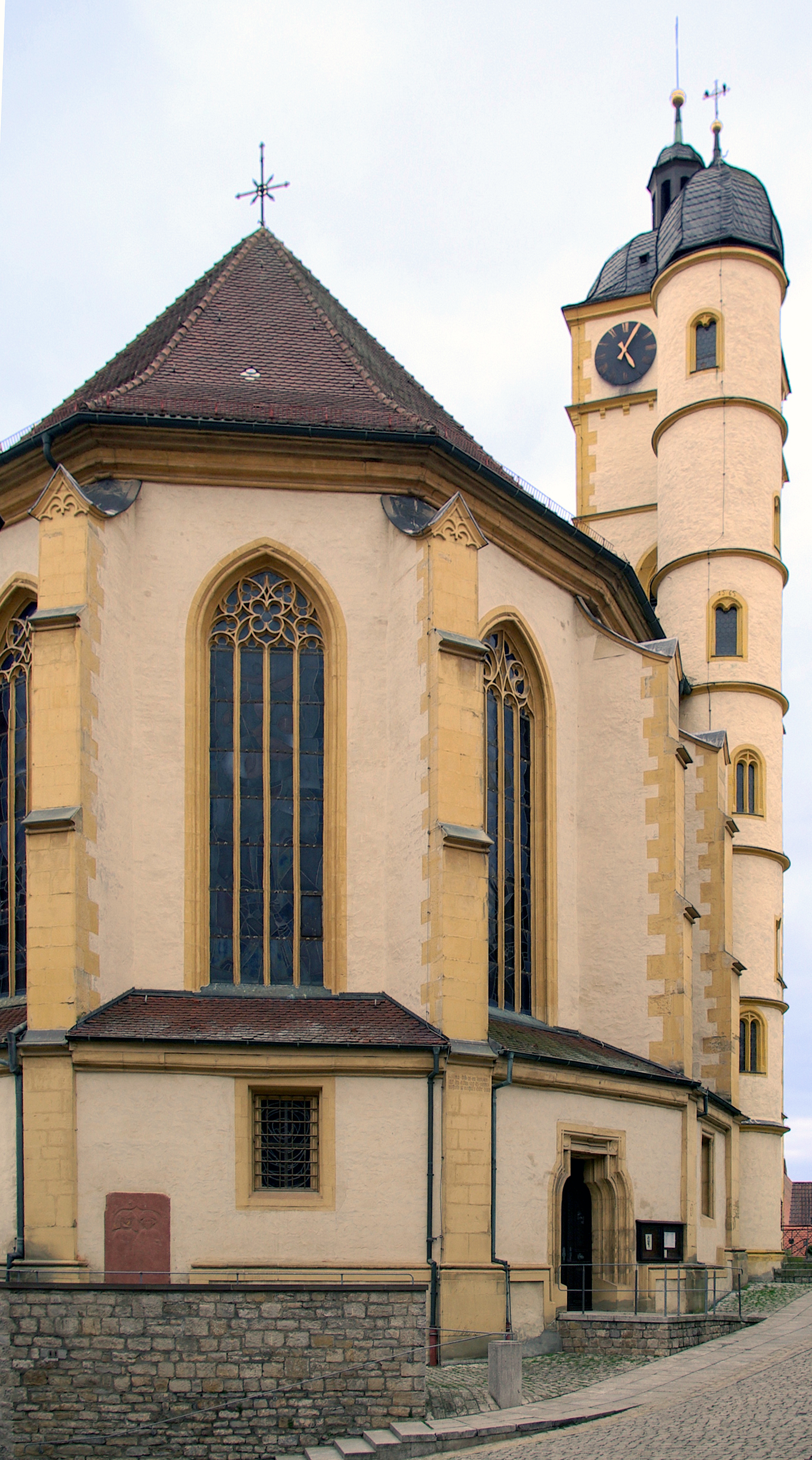
Katholische Stadtpfarrkirche St. Augustinus
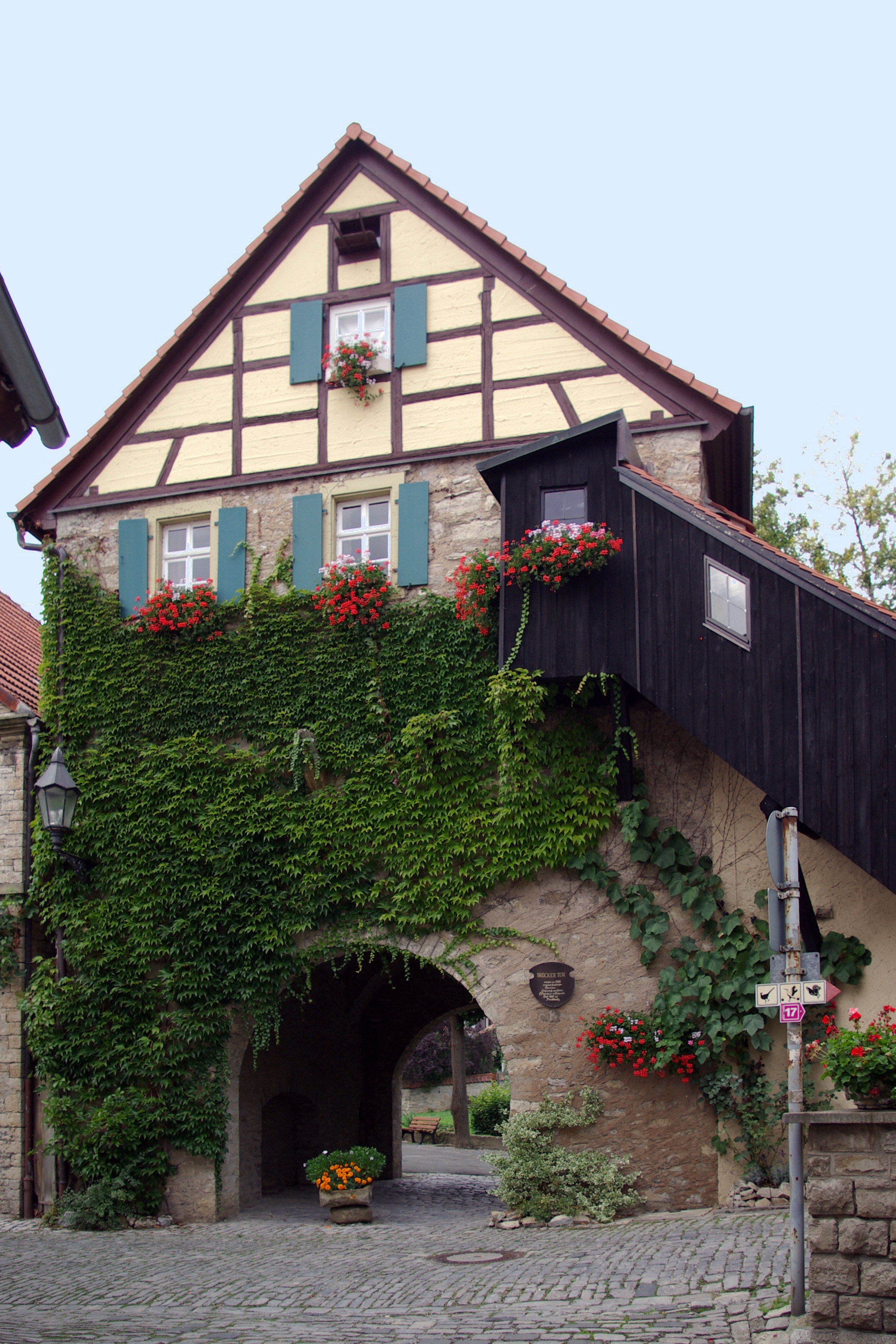
Brücker Tor
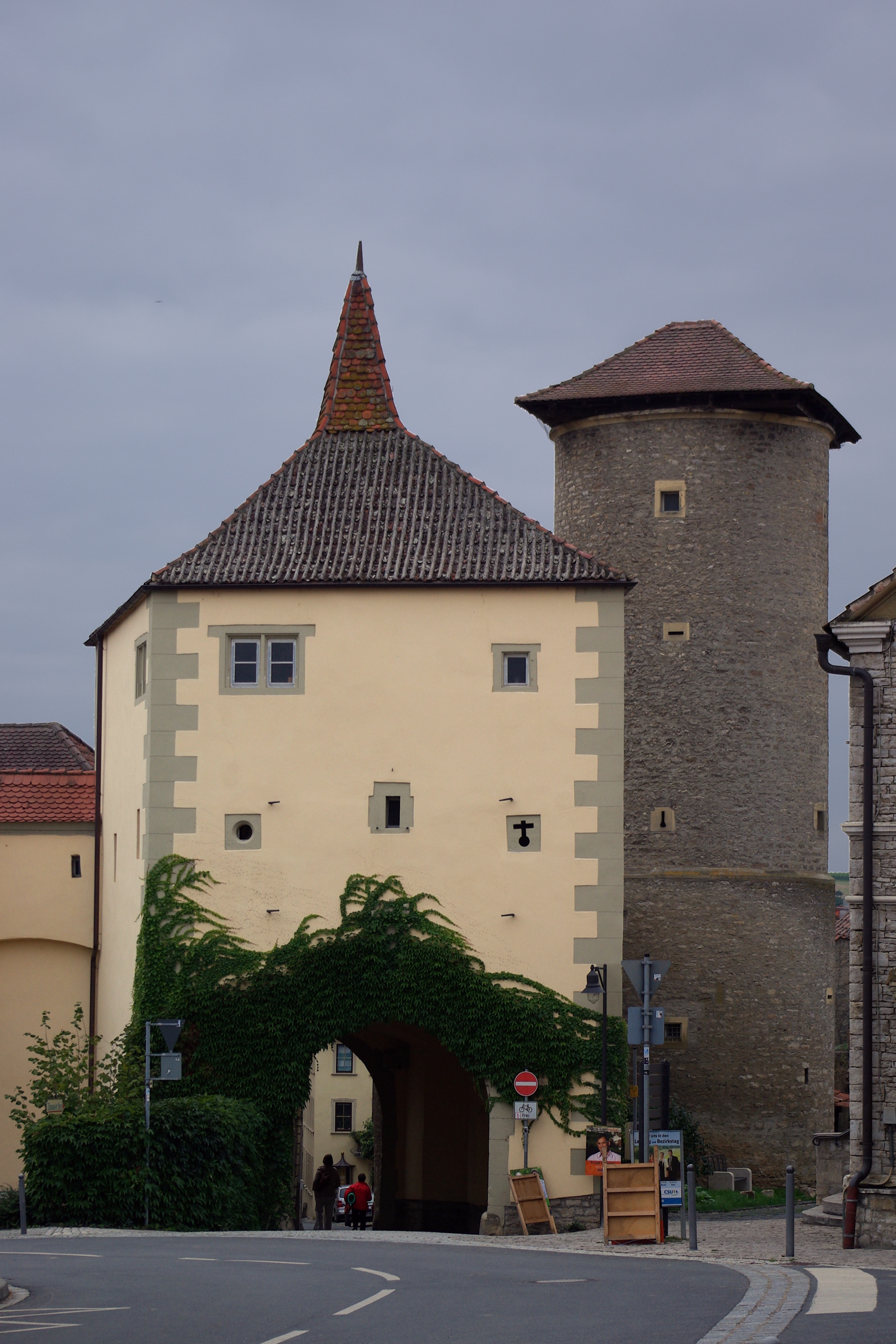
Faltertor

## Persönlichkeiten

### Ehrenbürger
- 1895: Friedrich Roth (1847–1927), Pfarrer von 1885 bis 1895 in Dettelbach
- 1896: Luitpold Baumann (1844–1919), Abgeordneter und Bürgermeister, der für den Bahnanschluss der Gemeinde sorgte
- 1925: Konrad Lippert (1847–1927), Pfarrer von 1896 bis 1925 in Dettelbach
- 1958: Burkard Weissenberger (1885–1962), Pfarrer von 1937 bis 1958 in Dettelbach

### Mit Dettelbach verbunden
- Wilhelm von Grumbach (1503–1567), Reichsritter und Amtmann von Dettelbach und Stadtschwarzach 1528–1531 und 1541–1544
- Eucharius Sang (um 1556–1620), Weihbischof und Schriftsteller, verfasste das sogenannte Mirakelbuch von Dettelbach
- Augustin Bossi (1740–1799), italienischer Stuckateur, wohnte in Dettelbach
- Johann Michael Then (1814–1894), Politiker (Bayerische Patriotenpartei), Then war außerdem Bürgermeister Dettelbachs und starb im Ort
- Karl Mader (1890–1963), Politiker (SPD), Mader war 1956 bis 1963 Zweiter Bürgermeister von Dettelbach und starb im Ort

### Söhne und Töchter der Stadt
- Paulus († 1505), Benediktinerabt in Münsterschwarzach
- Johann Molitor (auch Johannes VII. Molitor, 1576–1639), Propst von Heidenfeld und Triefenstein[45]
- Maurus Faber (gen. 1646–1661), Abt von St. Stephan und Rektor der Universität Würzburg
- Johann Zacharias Fürst (?–1701), Mediziner und Leibarzt des Kurfürsten von Trier
- Johann Simon Bauermüller (1679–1737), Mediziner und Anatom
- Aloys Schedel (1766–1827), Revierförster, Naturforscher und Naturaliensammler
- Franz Christoph von Rothmund (1801–1891), Chirurg
- Michael Schmerbach, genannt „Bachel“ (1824–1886), Arzt, Zeichner, Schriftsteller und Herausgeber[46]
- Joseph Kram[47] (1852–1874), Mundartdichter
- Georg von Breunig (1855–1933), bayerischer Staatsminister der Finanzen
- Michael Adalbero Fleischer CMM (1874–1963), Bischof in Südafrika
- Adolf Valentin Kilian Pfeuffer (1875–1956), geboren in Schernau, Landtagsabgeordneter und Bürgermeister
- Rudolf von Roman (1893–1970), geboren in Schernau, General der Artillerie
- Franz Erasmus Spannheimer (1946–2019), Komponist und Organist
- Simone Michel-von Dungern (* 1965), geboren in Mainsondheim, Klassische Archäologin und Museumsleiterin
- Ela Weber (* 1966), deutsch-italienische Ansagerin und Moderatorin
- Susanne Glanzner (* 1977), Schriftstellerin
- Sebastian Schäfer (* 1979), Bundestagsabgeordneter
- Oliver Kienle (* 1982), Drehbuchautor und Regisseur